# Llista de townlands del Comtat de Kildare
Aquesta és una Llista de townlands del comtat de Kildare. Hi ha aproximadament 1.242 townlands al comtat de Kildare a la República d'Irlanda.
Els noms duplicats es produeixen quan hi ha més d'un townland amb el mateix nom al comtat. Els noms marcats en negreta són les ciutats i pobles, i la paraula town apareix per a les entrades de la columna acres.

## Llista de townlands
| Townland                         | Acres | Baronia                | Parròquia civil   | Poor Law Union |
| -------------------------------- | ----- | ---------------------- | ----------------- | -------------- |
| Abbeyland                        | 144   | Kilkea and Moone       | Castledermot      | Athy           |
| Abbeyland                        | 68    | Clane                  | Clane             | Naas           |
| Aghafullim                       | 142   | Ikeathy and Oughterany | Clonshanbo        | Celbridge      |
| Aghanure                         | 257   | Narragh and Reban West | Kilberry          | Athy           |
| Aghards                          | 67    | North Salt             | Kildrought        | Celbridge      |
| Aghpaudeen                       | 7     | Clane                  | Killybegs         | Naas           |
| Alasty                           | 398   | South Salt             | Kill              | Naas           |
| Allenswood                       | 75    | North Salt             | Confey            | Celbridge      |
| Allenwood Middle                 | 312   | Connell                | Kilmeage          | Naas           |
| Allenwood North                  | 1.945 | Connell                | Kilmeage          | Naas           |
| Allenwood South                  | 1.243 | Connell                | Kilmeage          | Naas           |
| Alliganstown                     | 493   | Naas South             | Ballybought       | Naas           |
| Annalough                        | 115   | Narragh and Reban East | Narraghmore       | Athy           |
| Ardclogh                         | 150   | South Salt             | Lyons             | Celbridge      |
| Ardellis Lower                   | 163   | Offaly West            | Fontstown         | Athy           |
| Ardellis Upper                   | 284   | Offaly West            | Fontstown         | Athy           |
| Ardinode                         | 304   | Naas South             | Ballymore Eustace | Naas           |
| Ardinode                         | 208   | Naas South             | Jago              | Naas           |
| Ardkill                          | 628   | Carbury                | Ardkill           | Edenderry      |
| Ardmore                          | 241   | Narragh and Reban West | Kilberry          | Athy           |
| Ardnagross                       | 128   | Narragh and Reban West | Narraghmore       | Athy           |
| Ardrass Loweer                   | 235   | North Salt             | Killadoon         | Celbridge      |
| Ardrass Upper                    | 312   | North Salt             | Killadoon         | Celbridge      |
| Ardree                           | 323   | Kilkea and Moone       | Ardree            | Athy           |
| Ardree                           | 476   | Kilkea and Moone       | Tankardstown      | Athy           |
| Ardrew                           | 81    | Narragh and Reban West | St. John's        | Athy           |
| Ardscull                         | 1.188 | Narragh and Reban East | Moone             | Athy           |
| Arthurstown                      | 167   | South Salt             | Kill              | Naas           |
| Ashgrove                         | 75    | Offaly West            | Ballybrackan      | Athy           |
| Athgarrett                       | 742   | Naas North             | Rathmore          | Naas           |
| Athgarvan and Blackrath          | 617   | Connell                | Greatconnell      | Naas           |
| Athy                             | Town  | Narragh and Reban West | Churchtown        | Athy           |
| Athy                             | Town  | Narragh and Reban West | St. John's        | Athy           |
| Athy                             | Town  | Narragh and Reban West | St. Michaels      | Athy           |
| Athy                             | 52    | Narragh and Reban West | St. John's        | Athy           |
| Athy                             | 162   | Narragh and Reban West | St. Michaels      | Athy           |
| Aughrim                          | 756   | Offaly West            | Lackagh           | Athy           |
| Aylemerstown                     | 250   | Kilkea and Moone       | Killelan          | Baltinglass    |
| Backwestonpark                   | 87    | South Salt             | Donaghcumper      | Celbridge      |
| Balkinstown                      | 302   | Offaly West            | Nurney            | Athy           |
| Ballaghmoon                      | 296   | Kilkea and Moone       | Ballaghmoon       | Athy           |
| Ballaghmoon Castle               | 266   | Kilkea and Moone       | Ballaghmoon       | Athy           |
| Ballina                          | 839   | Carbury                | Cadamstown        | Edenderry      |
| Ballinderry                      | 593   | Carbury                | Mylerstown        | Edenderry      |
| Ballindoolin                     | 856   | Carbury                | Carrick           | Edenderry      |
| Ballindrum                       | 662   | Kilkea and Moone       | Narraghmore       | Athy           |
| Ballinlig                        | 395   | Carbury                | Kilrainy          | Edenderry      |
| Ballintaggart                    | 280   | Narragh and Reban East | Davidstown        | Athy           |
| Ballintine                       | 309   | Connell                | Kilmeage          | Naas           |
| Ballinure                        | 218   | Offaly East            | Rathangan         | Edenderry      |
| Ballitore                        | Town  | Narragh and Reban East | Timolin           | Baltinglass    |
| Ballitore                        | 637   | Narragh and Reban East | Timolin           | Baltinglass    |
| Ballyadams                       | 93    | Narragh and Reban East | Narraghmore       | Athy           |
| Ballybarney                      | 394   | Narragh and Reban East | Davidstown        | Athy           |
| Ballybought                      | 48    | Narragh and Reban West | St. John's        | Athy           |
| Ballybought                      | 517   | Naas South             | Ballybought       | Naas           |
| Ballybrack                       | 292   | Ikeathy and Oughterany | Clonshanbo        | Celbridge      |
| Ballybrack                       | 308   | Carbury                | Kilpatrick        | Edenderry      |
| Ballyburn Lower                  | 367   | Kilkea and Moone       | Killelan          | Athy           |
| Ballyburn Upper                  | 252   | Kilkea and Moone       | Killelan          | Athy           |
| Ballycaghan                      | 385   | Ikeathy and Oughterany | Cloncurry         | Celbridge      |
| Ballycanon                       | 589   | Ikeathy and Oughterany | Cloncurry         | Celbridge      |
| Ballycommon                      | 33    | South Salt             | Clonaghlis        | Celbridge      |
| Ballycowan                       | 173   | Carbury                | Nurney            | Edenderry      |
| Ballycullane                     | 440   | Narragh and Reban East | Tankardstown      | Athy           |
| Ballycullane Lower               | 237   | Kilkea and Moone       | Kineagh           | Baltinglass    |
| Ballycullane Upper               | 290   | Kilkea and Moone       | Kineagh           | Baltinglass    |
| Ballycurraghan                   | 77    | North Salt             | Laraghbryan       | Celbridge      |
| Ballydallagh                     | 41    | Naas South             | Ballymore Eustace | Naas           |
| Ballyfair                        | 140   | Offaly East            | Ballysax          | Naas           |
| Ballyfarson                      | 177   | Offaly West            | Monasterevin      | Athy           |
| Ballygaddy                       | 116   | Offaly East            | Rathangan         | Edenderry      |
| Ballygibbon East                 | 568   | Carbury                | Carrick           | Edenderry      |
| Ballygibbon West                 | 758   | Carbury                | Carrick           | Edenderry      |
| Ballygoran                       | 353   | North Salt             | Laraghbryan       | Celbridge      |
| Ballygreany                      | 441   | Offaly West            | Duneany           | Athy           |
| Ballyhade                        | 287   | Kilkea and Moone       | Castledermot      | Carlow         |
| Ballyhagan                       | 1.115 | Carbury                | Carbury           | Edenderry      |
| Ballyhays                        | 136   | Naas North             | Whitechurch       | Naas           |
| Ballykeelan                      | 136   | Ikeathy and Oughterany | Cloncurry         | Celbridge      |
| Ballykelly                       | 391   | Offaly West            | Lackagh           | Athy           |
| Ballyloughan                     | 119   | Ikeathy and Oughterany | Clonshanbo        | Celbridge      |
| Ballymadeer                      | 147   | South Salt             | Stacumny          | Celbridge      |
| Ballymakealy Lower               | 113   | North Salt             | Killadoon         | Celbridge      |
| Ballymakealy Upper               | 149   | North Salt             | Killadoon         | Celbridge      |
| Ballymany                        | 506   | Offaly East            | Ballymany         | Naas           |
| Ballymore Eustace                | Town  | Naas South             | Ballymore Eustace | Naas           |
| Ballymore Eustace East           | 919   | Naas South             | Ballymore Eustace | Naas           |
| Ballymore Eustace West           | 381   | Naas South             | Ballymore Eustace | Naas           |
| Ballymount                       | 315   | Narragh and Reban East | Usk               | Naas           |
| Ballynabarna                     | 240   | Narragh and Reban West | Narraghmore       | Athy           |
| Ballynaboley                     | 216   | Clane                  | Clane             | Naas           |
| Ballynacarrick Lower             | 465   | Kilkea and Moone       | Killelan          | Baltinglass    |
| Ballynacarrick Upper             | 187   | Kilkea and Moone       | Killelan          | Baltinglass    |
| Ballynadrumny                    | 263   | Carbury                | Ballynadrumny     | Edenderry      |
| Ballynafagh                      | 1.154 | Clane                  | Ballynafagh       | Naas           |
| Ballynagalliagh (or Mayfield)    | 303   | Offaly West            | Duneany           | Athy           |
| Ballynagappagh                   | 716   | Clane                  | Clane             | Naas           |
| Ballynagussaun                   | 203   | Narragh and Reban East | Fontstown         | Athy           |
| Ballynakill                      | 590   | Ikeathy and Oughterany | Cloncurry         | Celbridge      |
| Ballynakill                      | 735   | Carbury                | Ballynadrumny     | Edenderry      |
| Ballynakill Lower                | 338   | Carbury                | Kilpatrick        | Edenderry      |
| Ballynakill Upper                | 542   | Carbury                | Kilpatrick        | Edenderry      |
| Ballynamony                      | 141   | Kilkea and Moone       | Kilkea            | Athy           |
| Ballynamullagh                   | 611   | Carbury                | Mylerstown        | Edenderry      |
| Ballynasculloge                  | 80    | Narragh and Reban West | Churchtown        | Athy           |
| Ballyneage (or Hybla)            | 641   | Offaly West            | Duneany           | Athy           |
| Ballyonan                        | 603   | Carbury                | Ballynadrumny     | Edenderry      |
| Ballyoulster                     | 73    | South Salt             | Donaghcumper      | Celbridge      |
| Ballyraggan                      | 714   | Kilkea and Moone       | Graney            | Baltinglass    |
| Ballyroe                         | 427   | Narragh and Reban West | Churchtown        | Athy           |
| Ballyroe                         | 356   | Kilkea and Moone       | Tankardstown      | Athy           |
| Ballysax Great                   | 772   | Offaly East            | Ballysax          | Naas           |
| Ballysax Little                  | 271   | Offaly East            | Ballysax          | Naas           |
| Ballysaxhills                    | 446   | Offaly East            | Ballysax          | Naas           |
| Ballysaxplain                    | 383   | Offaly East            | Ballysax          | Naas           |
| Ballyshannon                     | 227   | Offaly West            | Ballyshannon      | Athy           |
| Ballyshannon                     | 141   | Carbury                | Ardkill           | Edenderry      |
| Ballyshannon Demesne             | 161   | Offaly West            | Ballyshannon      | Athy           |
| Ballysize                        | 206   | Clane                  | Brideschurch      | Naas           |
| Ballysooghan                     | 600   | Offaly East            | Rathangan         | Edenderry      |
| Ballysooghan                     | 177   | Offaly East            | Rathangan         | Edenderry      |
| Ballyteige                       | 162   | Ikeathy and Oughterany | Scullogestown     | Celbridge      |
| Ballyteige North                 | 876   | Connell                | Kilmeage          | Naas           |
| Ballyteige South                 | 543   | Connell                | Kilmeage          | Naas           |
| Ballyvannan                      | 50    | Kilkea and Moone       | Castledermot      | Athy           |
| Ballyvarney                      | 197   | Offaly West            | Walterstown       | Athy           |
| Ballyvass                        | 765   | Kilkea and Moone       | Castledermot      | Athy           |
| Ballyvoneen                      | 612   | Ikeathy and Oughterany | Cloncurry         | Celbridge      |
| Balrinnet                        | 402   | Carbury                | Nurney            | Edenderry      |
| Balscott                         | 117   | South Salt             | Stacumny          | Celbridge      |
| Baltracey                        | 707   | Ikeathy and Oughterany | Balraheen         | Celbridge      |
| Baltracey                        | 175   | Naas North             | Tipper            | Naas           |
| Barberstown                      | 139   | North Salt             | Straffan          | Celbridge      |
| Barberstown Lower                | 199   | North Salt             | Straffan          | Celbridge      |
| Barberstown Upper                | 152   | North Salt             | Straffan          | Celbridge      |
| Barkersford                      | 128   | Narragh and Reban West | Kilberry          | Athy           |
| Barnacrow                        | 342   | Connell                | Rathernan         | Naas           |
| Barnaran                         | 174   | Offaly East            | Cloncurry         | Edenderry      |
| Barnhall                         | 224   | North Salt             | Leixlip           | Celbridge      |
| Barnhill                         | 99    | Kilkea and Moone       | Graney            | Athy           |
| Barnhill East                    | 119   | Kilkea and Moone       | Castledermot      | Athy           |
| Barnhill West                    | 213   | Kilkea and Moone       | Castledermot      | Athy           |
| Baronrath                        | 372   | Naas North             | Whitechurch       | Naas           |
| Baronsland                       | 201   | Kilcullen              | Kilcullen         | Naas           |
| Baronstown East                  | 435   | Connell                | Rathernan         | Naas           |
| Baronstown West                  | 354   | Connell                | Rathernan         | Naas           |
| Barraderra                       | 190   | Offaly West            | Monasterevin      | Athy           |
| Barreen                          | 295   | Ikeathy and Oughterany | Balraheen         | Celbridge      |
| Barretstown                      | 509   | Naas South             | Tipperkevin       | Naas           |
| Barrettstown                     | 366   | Clane                  | Brideschurch      | Naas           |
| Barrettstown                     | 1.145 | Connell                | Oldconnell        | Naas           |
| Barrogstown                      | 155   | North Salt             | Laraghbryan       | Celbridge      |
| Barrogstown East                 | 89    | North Salt             | Donaghmore        | Celbridge      |
| Barrogstown West                 | 119   | North Salt             | Donaghmore        | Celbridge      |
| Barrowford                       | 105   | Narragh and Reban West | Kilberry          | Athy           |
| Battlemount                      | 781   | Narragh and Reban East | Narraghmore       | Athy           |
| Bawn                             | 127   | Offaly West            | Harristown        | Athy           |
| Bawnoge                          | 263   | Naas South             | Tipperkevin       | Naas           |
| Bawnoges                         | 230   | North Salt             | Straffan          | Celbridge      |
| Baybush                          | 196   | North Salt             | Straffan          | Celbridge      |
| Baybush                          | 70    | North Salt             | Taghadoe          | Celbridge      |
| Baysland                         | 71    | South Salt             | Haynestown        | Naas           |
| Beaconstown                      | 522   | Kilkea and Moone       | Kilkea            | Athy           |
| Belan                            | 1.197 | Kilkea and Moone       | Belan             | Athy           |
| Belgard                          | 287   | Ikeathy and Oughterany | Clonshanbo        | Celbridge      |
| Belview                          | 99    | Narragh and Reban West | Kilberry          | Athy           |
| Bennetsbridge                    | 416   | Narragh and Reban West | St. John's        | Athy           |
| Bert Demesne                     | 192   | Narragh and Reban West | Kilberry          | Athy           |
| Betaghstown                      | 621   | Clane                  | Clane             | Naas           |
| Bigbog                           | 228   | Kilkea and Moone       | Castledermot      | Athy           |
| Bishopscourt Lower               | 249   | South Salt             | Oughterard        | Naas           |
| Bishopscourt Upper               | 409   | South Salt             | Oughterard        | Naas           |
| Bishopshill Commons              | 58    | Naas South             | Ballymore Eustace | Naas           |
| Bishopsland                      | 561   | Naas South             | Ballymore Eustace | Naas           |
| Bishopsland                      | 115   | Offaly East            | Kildare           | Naas           |
| Bishopslane                      | 87    | Naas South             | Ballymore Eustace | Naas           |
| Blackcastle                      | 173   | Kilkea and Moone       | Dunmanoge         | Athy           |
| Blackchurch                      | 229   | South Salt             | Kilteel           | Naas           |
| Blackditch                       | 344   | Offaly West            | Nurney            | Athy           |
| Blackdown                        | 151   | South Salt             | Kilteel           | Naas           |
| Blackford                        | 197   | Narragh and Reban West | Churchtown        | Athy           |
| Blackhall                        | 396   | Narragh and Reban East | Davidstown        | Athy           |
| Blackhall                        | 614   | Naas North             | Bodenstown        | Naas           |
| Blackhall                        | 345   | Naas North             | Rathmore          | Naas           |
| Blackhill                        | 175   | South Salt             | Oughterard        | Naas           |
| Blackmillershill                 | 114   | Offaly East            | Dunmurry          | Naas           |
| Blackparks                       | 51    | Narragh and Reban West | St. John's        | Athy           |
| Blackrath                        | 1.156 | Narragh and Reban East | Narraghmore       | Athy           |
| Blackrath and Athgarvan          | 617   | Connell                | Greatconnell      | Naas           |
| Blacktrench                      | 334   | Connell                | Oldconnell        | Naas           |
| Blackwood                        | 661   | Narragh and Reban West | Kilberry          | Athy           |
| Blackwood                        | 44    | Clane                  | Downings          | Naas           |
| Blackwood                        | 421   | Clane                  | Timahoe           | Naas           |
| Blakestown                       | 206   | North Salt             | Laraghbryan       | Celbridge      |
| Blakestown                       | 39    | Offaly East            | Feighcullen       | Edenderry      |
| Blakestown                       | 118   | Connell                | Feighcullen       | Naas           |
| Bleach                           | 90    | Narragh and Reban West | St. John's        | Athy           |
| Bluebell                         | 135   | Naas North             | Naas              | Naas           |
| Bodenstown                       | 380   | Naas North             | Bodenstown        | Naas           |
| Boghall                          | 344   | Offaly West            | Harristown        | Athy           |
| Boherbaun Lower                  | 462   | Offaly West            | Harristown        | Athy           |
| Boherbaun Upper (or Monapheeby)  | 374   | Offaly West            | Harristown        | Athy           |
| Bohergoy Lower                   | 361   | Offaly East            | Ballysax          | Naas           |
| Bohergoy Upper                   | 236   | Offaly East            | Ballysax          | Naas           |
| Boherhole                        | 465   | Ikeathy and Oughterany | Mainham           | Celbridge      |
| Boherkill                        | 431   | Offaly East            | Rathangan         | Naas           |
| Boherphilip                      | 74    | South Salt             | Kill              | Naas           |
| Boley Great                      | 434   | Narragh and Reban East | Fontstown         | Athy           |
| Boley Little                     | 251   | Narragh and Reban East | Fontstown         | Athy           |
| Boleybeg                         | 90    | Offaly West            | Fontstown         | Athy           |
| Boleybeg                         | 521   | Narragh and Reban East | Narraghmore       | Athy           |
| Boleybeg                         | 593   | Naas South             | Jago              | Naas           |
| Bolton                           | 438   | Kilkea and Moone       | Killelan          | Baltinglass    |
| Bonaghmore                       | 149   | Offaly East            | Rathangan         | Edenderry      |
| Borough                          | 172   | Offaly West            | Kilrush           | Athy           |
| Boston                           | 488   | South Salt             | Oughterard        | Naas           |
| Bostoncommon                     | 32    | Offaly East            | Cloncurry         | Edenderry      |
| Bostoncommon                     | 24    | Offaly East            | Feighcullen       | Edenderry      |
| Boycetown                        | 592   | Ikeathy and Oughterany | Kilcock           | Celbridge      |
| Brackagh                         | 319   | Carbury                | Carrick           | Edenderry      |
| Brackney                         | 308   | Narragh and Reban West | Churchtown        | Athy           |
| Brallistown                      | 242   | Offaly East            | Kildare           | Naas           |
| Brallistown Commons              | 5     | Offaly East            | Kildare           | Naas           |
| Brallistown Little               | 4     | Offaly East            | Kildare           | Naas           |
| Branganstown                     | 281   | Ikeathy and Oughterany | Kilcock           | Celbridge      |
| Brannockstown                    | 137   | Naas South             | Brannockstown     | Naas           |
| Brannockstown                    | 114   | Naas South             | Gilltown          | Naas           |
| Bray Lower                       | 326   | Kilkea and Moone       | St. Michaels      | Athy           |
| Bray Upper                       | 240   | Kilkea and Moone       | St. Michaels      | Athy           |
| Brewel East (or Merville)        | 418   | Narragh and Reban East | Usk               | Naas           |
| Brewel West                      | 301   | Narragh and Reban East | Usk               | Naas           |
| Briencan                         | 217   | Naas South             | Ballymore Eustace | Naas           |
| Broadfield                       | 401   | Naas North             | Naas              | Naas           |
| Broadleas Commons                | 465   | Naas South             | Ballymore Eustace | Naas           |
| Broadstown                       | 265   | Kilkea and Moone       | Graney            | Baltinglass    |
| Brockagh                         | 514   | Clane                  | Timahoe           | Naas           |
| Broguestown                      | 122   | South Salt             | Kill              | Naas           |
| Brownstown                       | 137   | Narragh and Reban West | Churchtown        | Athy           |
| Brownstown                       | 379   | Naas South             | Carnalway         | Naas           |
| Brownstown Great                 | 376   | Offaly East            | Ballysax          | Naas           |
| Brownstown Little                | 78    | Offaly East            | Ballysax          | Naas           |
| Brownstown Lower                 | 283   | Offaly East            | Carn              | Naas           |
| Brownstown Upper                 | 238   | Offaly East            | Carn              | Naas           |
| Brumlin                          | 54    | Naas South             | Ballymore Eustace | Naas           |
| Bryanstown                       | 198   | North Salt             | Taghadoe          | Celbridge      |
| Bullhill                         | 272   | Narragh and Reban East | Davidstown        | Athy           |
| Bullockpark                      | 40    | Naas North             | Tipper            | Naas           |
| Burntfurze                       | 131   | South Salt             | Haynestown        | Naas           |
| Burtonhall Demesne               | 318   | Kilkea and Moone       | Castledermot      | Carlow         |
| Burtown Big                      | 783   | Kilkea and Moone       | Moone             | Athy           |
| Burtown Little                   | 438   | Kilkea and Moone       | Moone             | Athy           |
| Bushypark                        | 278   | Offaly West            | Kilrush           | Athy           |
| Butterstream Commons             | 1     | Clane                  | Clane             | Naas           |
| Cadamstown                       | 1.154 | Carbury                | Cadamstown        | Edenderry      |
| Calf Field                       | 102   | Carbury                | Ballynadrumny     | Edenderry      |
| Calfstown                        | 272   | Carbury                | Mylerstown        | Edenderry      |
| Calverstown                      | 786   | Narragh and Reban East | Davidstown        | Athy           |
| Calverstown Demesne              | 223   | Narragh and Reban East | Davidstown        | Athy           |
| Calverstown Little               | 407   | Narragh and Reban East | Davidstown        | Athy           |
| Cannonstown                      | 210   | Connell                | Feighcullen       | Naas           |
| Capdoo                           | 122   | Clane                  | Clane             | Naas           |
| Capdoo Commons                   | 113   | Clane                  | Clane             | Naas           |
| Cappagh                          | 886   | Ikeathy and Oughterany | Cloncurry         | Celbridge      |
| Cappanargid                      | 1.450 | Offaly East            | Cloncurry         | Edenderry      |
| Carbury                          | 671   | Carbury                | Carbury           | Edenderry      |
| Cardington                       | 85    | Narragh and Reban West | Churchtown        | Athy           |
| Cardington Demesne               | 96    | Narragh and Reban West | Churchtown        | Athy           |
| Carn                             | 276   | Offaly East            | Carn              | Naas           |
| Carnalway                        | 752   | Naas South             | Carnalway         | Naas           |
| Carragh                          | 457   | Clane                  | Carragh           | Naas           |
| Carrick                          | 689   | Carbury                | Carrick           | Edenderry      |
| Carrick                          | 359   | Connell                | Rathernan         | Naas           |
| Carrickanearla                   | 1.778 | Offaly East            | Dunmurry          | Naas           |
| Carrigeen                        | 105   | Clane                  | Clane             | Naas           |
| Carrigeen North                  | 440   | Kilkea and Moone       | Kineagh           | Baltinglass    |
| Carrigeen South                  | 397   | Kilkea and Moone       | Kineagh           | Baltinglass    |
| Carrigeenhill                    | 211   | Kilkea and Moone       | Kineagh           | Baltinglass    |
| Carrighill Lower                 | 149   | Offaly West            | Ballyshannon      | Athy           |
| Carrighill Upper                 | 161   | Offaly West            | Ballyshannon      | Athy           |
| Cartersbog                       | 13    | Kilcullen              | Kilcullen         | Naas           |
| Carton Demesne                   | 963   | North Salt             | Laraghbryan       | Celbridge      |
| Castlebrown (or Clongowes)       | 704   | Ikeathy and Oughterany | Mainham           | Celbridge      |
| Castledeely                      | 637   | Clane                  | Brideschurch      | Naas           |
| Castledermot                     | Town  | Kilkea and Moone       | Castledermot      | Athy           |
| Castledermot                     | 120   | Kilkea and Moone       | Castledermot      | Athy           |
| Castledillon Lower               | 163   | South Salt             | Castledillon      | Celbridge      |
| Castledillon Upper               | 358   | South Salt             | Castledillon      | Celbridge      |
| Castlefarm                       | 139   | Narragh and Reban East | Fontstown         | Athy           |
| Castlefarm                       | 166   | Offaly West            | Kilrush           | Athy           |
| Castlefish                       | 210   | Kilcullen              | Kilcullen         | Naas           |
| Castlemartin                     | 442   | Kilcullen              | Kilcullen         | Naas           |
| Castlemitchell North             | 723   | Narragh and Reban West | Churchtown        | Athy           |
| Castlemitchell South             | 327   | Narragh and Reban West | Churchtown        | Athy           |
| Castlereban North                | 696   | Narragh and Reban West | Churchtown        | Athy           |
| Castlereban South                | 221   | Narragh and Reban West | Churchtown        | Athy           |
| Castleroe East                   | 295   | Kilkea and Moone       | Dunmanoge         | Athy           |
| Castleroe West                   | 512   | Kilkea and Moone       | Dunmanoge         | Athy           |
| Castlesize                       | 218   | Naas North             | Bodenstown        | Naas           |
| Castletown                       | 647   | North Salt             | Kildrought        | Celbridge      |
| Castlewarden North               | 467   | South Salt             | Oughterard        | Naas           |
| Castlewarden South               | 112   | South Salt             | Oughterard        | Naas           |
| Catherinestown                   | 114   | North Salt             | Laraghbryan       | Celbridge      |
| Caureen                          | 110   | Naas North             | Rathmore          | Naas           |
| Celbridge                        | Town  | South Salt             | Donaghcumper      | Celbridge      |
| Celbridge                        | Town  | North Salt             | Kildrought        | Celbridge      |
| Celbridge                        | 2.112 | North Salt             | Kildrought        | Celbridge      |
| Celbridge Abbey                  | 13    | South Salt             | Donaghcumper      | Celbridge      |
| Celbridgeabbey                   | 119   | North Salt             | Kildrought        | Celbridge      |
| Chanterlands                     | 70    | Narragh and Reban West | St. Michaels      | Athy           |
| Chapelfarm                       | 192   | Offaly West            | Kilrush           | Athy           |
| Cherrymills                      | 158   | Offaly West            | Harristown        | Athy           |
| Cherryville                      | 472   | Offaly West            | Lackagh           | Athy           |
| Christianstown                   | 507   | Connell                | Feighcullen       | Naas           |
| Churchland East                  | 68    | Offaly East            | Carn              | Naas           |
| Churchland South                 | 24    | Offaly East            | Carn              | Naas           |
| Churchland West                  | 9     | Offaly East            | Carn              | Naas           |
| Churchtown North                 | 197   | Narragh and Reban West | Churchtown        | Athy           |
| Churchtown South                 | 95    | Narragh and Reban West | Churchtown        | Athy           |
| Clane                            | Town  | Clane                  | Clane             | Naas           |
| Clane                            | 736   | Clane                  | Clane             | Naas           |
| Clarey                           | 448   | Offaly West            | Harristown        | Athy           |
| Clogheen                         | 386   | Offaly West            | Lackagh           | Athy           |
| Clogheen                         | 525   | Offaly West            | Monasterevin      | Athy           |
| Cloghgarret Glebe                | 62    | Offaly East            | Kildare           | Naas           |
| Clogorrow                        | 358   | Narragh and Reban West | Kilberry          | Athy           |
| Clonagh                          | 251   | North Salt             | Taghadoe          | Celbridge      |
| Clonagh                          | 694   | Carbury                | Cadamstown        | Edenderry      |
| Clonagh                          | 461   | Carbury                | Dunfierth         | Edenderry      |
| Clonaghlis                       | 444   | South Salt             | Clonaghlis        | Celbridge      |
| Clonard New                      | 63    | Carbury                | Kilrainy          | Edenderry      |
| Cloncarlin (or Globeisland)      | 359   | Offaly West            | Monasterevin      | Athy           |
| Cloncumber                       | 466   | Connell                | Kilmeage          | Naas           |
| Cloncurry                        | 183   | Ikeathy and Oughterany | Cloncurry         | Celbridge      |
| Cloncurry                        | 182   | Offaly East            | Cloncurry         | Edenderry      |
| Clondown                         | 158   | Offaly West            | Lackagh           | Athy           |
| Clonduff                         | 206   | Ikeathy and Oughterany | Balraheen         | Celbridge      |
| Clonegath                        | 596   | Offaly West            | Monasterevin      | Athy           |
| Cloney                           | 1.518 | Narragh and Reban West | Kilberry          | Athy           |
| Cloneybeg                        | 527   | Offaly West            | Harristown        | Athy           |
| Clonfert North                   | 212   | Ikeathy and Oughterany | Balraheen         | Celbridge      |
| Clonfert South                   | 238   | Ikeathy and Oughterany | Balraheen         | Celbridge      |
| Clongorey                        | 516   | Connell                | Feighcullen       | Naas           |
| Clongowes (or Castlebrown)       | 704   | Ikeathy and Oughterany | Mainham           | Celbridge      |
| Clongownagh                      | 158   | Connell                | Feighcullen       | Naas           |
| Clonkeen                         | 1.759 | Carbury                | Carbury           | Edenderry      |
| Clonkeeran                       | 577   | Carbury                | Mylerstown        | Edenderry      |
| Clonmayle                        | 263   | Offaly East            | Rathangan         | Edenderry      |
| Clonmoyle West                   | 572   | Offaly East            | Rathangan         | Edenderry      |
| Clonmullin                       | 11    | Narragh and Reban West | St. John's        | Athy           |
| Clonmullin                       | 55    | Narragh and Reban West | St. Michaels      | Athy           |
| Clonsast                         | 265   | Ikeathy and Oughterany | Kilcock           | Celbridge      |
| Clonshanbo                       | 444   | Ikeathy and Oughterany | Clonshanbo        | Celbridge      |
| Clonuff                          | 553   | Carbury                | Mylerstown        | Edenderry      |
| Clownings                        | 619   | Connell                | Greatconnell      | Naas           |
| Clownings                        | 409   | Naas North             | Whitechurch       | Naas           |
| Coghlandtown                     | 367   | Naas South             | Ballymore Eustace | Naas           |
| Coghlanstown                     | 1.137 | Naas South             | Coghlanstown      | Naas           |
| Colbinstown                      | 251   | Narragh and Reban East | Davidstown        | Athy           |
| Coldwells                        | 299   | Naas South             | Ballybought       | Naas           |
| Collaghknock Glebe               | 143   | Offaly East            | Kildare           | Naas           |
| Collegeland                      | 136   | North Salt             | Laraghbryan       | Celbridge      |
| Collin                           | 265   | Kilkea and Moone       | Killelan          | Baltinglass    |
| Collinstown                      | 197   | North Salt             | Leixlip           | Celbridge      |
| Collinstown                      | 505   | Carbury                | Ardkill           | Edenderry      |
| Coltstown                        | 98    | Kilkea and Moone       | Castledermot      | Athy           |
| Coltstown                        | 354   | Kilkea and Moone       | Graney            | Baltinglass    |
| Common                           | 4     | Ikeathy and Oughterany | Mainham           | Celbridge      |
| Common                           | 26    | Kilcullen              | Kilcullen         | Naas           |
| Common                           | 110   | Connell                | Morristownbiller  | Naas           |
| Common (or Kingsbog)             | 663   | Offaly East            | Kildare           | Naas           |
| Common North                     | 112   | Offaly East            | Carn              | Naas           |
| Commons                          | 93    | South Salt             | Donaghcumper      | Celbridge      |
| Commons                          | 14    | Naas South             | Tipperkevin       | Naas           |
| Commons East                     | 16    | Ikeathy and Oughterany | Kilcock           | Celbridge      |
| Commons Lower                    | 115   | South Salt             | Lyons             | Celbridge      |
| Commons South                    | 48    | Ikeathy and Oughterany | Kilcock           | Celbridge      |
| Commons South                    | 4     | Offaly East            | Carn              | Naas           |
| Commons Upper                    | 243   | South Salt             | Lyons             | Celbridge      |
| Commons West                     | 41    | Ikeathy and Oughterany | Kilcock           | Celbridge      |
| Commonstown                      | 586   | Kilkea and Moone       | Killelan          | Baltinglass    |
| Concealment                      | 350   | Offaly West            | Lackagh           | Athy           |
| Coneyburrow                      | 9     | Narragh and Reban West | St. John's        | Athy           |
| Coneyburrow                      | 85    | Narragh and Reban West | St. Michaels      | Athy           |
| Coneyburrow                      | 79    | South Salt             | Donaghcumper      | Celbridge      |
| Confey                           | 947   | North Salt             | Confey            | Celbridge      |
| Conlanstown                      | 262   | Offaly East            | Cloncurry         | Naas           |
| Coolagh                          | 267   | Offaly West            | Harristown        | Athy           |
| Coolaght                         | 584   | Connell                | Rathernan         | Naas           |
| Coolahocka                       | 119   | South Salt             | Kilteel           | Naas           |
| Coolane                          | 240   | Kilkea and Moone       | Kilkea            | Athy           |
| Coolatogher                      | 180   | Offaly West            | Lackagh           | Athy           |
| Coolavacoose                     | 187   | Carbury                | Kilmore           | Edenderry      |
| Coolcarriga                      | 1.737 | Clane                  | Timahoe           | Naas           |
| Coolcor                          | 353   | Carbury                | Carbury           | Edenderry      |
| Coolearagh East                  | 300   | Clane                  | Timahoe           | Naas           |
| Coolearagh West                  | 608   | Clane                  | Timahoe           | Naas           |
| Coolellan                        | 289   | Offaly East            | Rathangan         | Edenderry      |
| Coolfitch                        | 70    | South Salt             | Donaghcumper      | Celbridge      |
| Coolier                          | 24    | Offaly West            | Lackagh           | Athy           |
| Coolnafearagh                    | 629   | Offaly West            | Monasterevin      | Athy           |
| Coologmartin                     | 661   | Clane                  | Timahoe           | Naas           |
| Coolrake                         | 299   | Kilkea and Moone       | Killelan          | Baltinglass    |
| Coolreagh                        | 151   | Connell                | Oldconnell        | Naas           |
| Coolree                          | 341   | Carbury                | Dunfierth         | Edenderry      |
| Coolree                          | 387   | Clane                  | Downings          | Naas           |
| Coolroe                          | 198   | Narragh and Reban West | Churchtown        | Athy           |
| Coolsickin (or Quinsborough)     | 617   | Offaly West            | Lackagh           | Athy           |
| Cooltrim North                   | 157   | Ikeathy and Oughterany | Donadea           | Celbridge      |
| Cooltrim South                   | 313   | Ikeathy and Oughterany | Donadea           | Celbridge      |
| Coolyphullagh                    | 328   | Offaly West            | Kilrush           | Athy           |
| Coonagh                          | 397   | Carbury                | Ardkill           | Edenderry      |
| Corballis                        | 373   | Kilkea and Moone       | Kineagh           | Baltinglass    |
| Corbally                         | 176   | North Salt             | Taghadoe          | Celbridge      |
| Corbally                         | 458   | Connell                | Kildare           | Naas           |
| Corcoranstown                    | 441   | Ikeathy and Oughterany | Cloncurry         | Celbridge      |
| Corduff                          | 920   | Clane                  | Timahoe           | Naas           |
| Corkeragh                        | 199   | Clane                  | Ballynafagh       | Naas           |
| Cormickstown                     | 254   | North Salt             | Laraghbryan       | Celbridge      |
| Cornamucklagh                    | 435   | Carbury                | Kilrainy          | Edenderry      |
| Cornelscourt                     | 233   | Connell                | Morristownbiller  | Naas           |
| Corwig                           | 210   | Carbury                | Carrick           | Edenderry      |
| Cott                             | 212   | Clane                  | Killybegs         | Naas           |
| Courtown Great                   | 233   | Ikeathy and Oughterany | Kilcock           | Celbridge      |
| Courtown Little                  | 124   | Ikeathy and Oughterany | Kilcock           | Celbridge      |
| Courttown East                   | 192   | Narragh and Reban West | Churchtown        | Athy           |
| Courttown West                   | 124   | Narragh and Reban West | Churchtown        | Athy           |
| Cowanstown                       | 179   | North Salt             | Taghadoe          | Celbridge      |
| Cowpasture                       | 179   | Offaly West            | Monasterevin      | Athy           |
| Cradockstown Demesne             | 379   | Naas North             | Tipper            | Naas           |
| Cradockstown East                | 157   | Naas North             | Tipper            | Naas           |
| Cradockstown North               | 121   | Naas North             | Tipper            | Naas           |
| Cradockstown West                | 320   | Naas North             | Tipper            | Naas           |
| Cramersvalley                    | 35    | Naas South             | Brannockstown     | Naas           |
| Crawnglass                       | 240   | Offaly West            | Ballyshannon      | Athy           |
| Crewhill                         | 215   | North Salt             | Laraghbryan       | Celbridge      |
| Crinstown                        | 226   | North Salt             | Laraghbryan       | Celbridge      |
| Crippaun                         | 146   | North Salt             | Killadoon         | Celbridge      |
| Crockanure Glebe                 | 59    | Offaly East            | Kildare           | Naas           |
| Crockaun                         | 331   | Offaly West            | Ballyshannon      | Athy           |
| Crockaun Commons                 | 42    | Clane                  | Clane             | Naas           |
| Crodaun                          | 78    | North Salt             | Kildrought        | Celbridge      |
| Crohanree                        | 295   | Narragh and Reban West | Churchtown        | Athy           |
| Cromwellstown                    | 443   | South Salt             | Kilteel           | Naas           |
| Cromwellstownhill                | 320   | South Salt             | Kilteel           | Naas           |
| Crooket                          | 289   | Kilkea and Moone       | Killelan          | Athy           |
| Crookstown East                  | 40    | Narragh and Reban East | Narraghmore       | Baltinglass    |
| Crookstown Lower                 | 296   | Narragh and Reban East | Narraghmore       | Athy           |
| Crookstown Upper                 | 994   | Narragh and Reban East | Narraghmore       | Baltinglass    |
| Crophill                         | 151   | Kilkea and Moone       | Castledermot      | Athy           |
| Crosscoolharbour                 | 110   | Naas North             | Rathmore          | Naas           |
| Crossmorris                      | 168   | Offaly West            | Lackagh           | Athy           |
| Crotanstown                      | 150   | Connell                | Morristownbiller  | Naas           |
| Cullaghreeva                     | 32    | North Salt             | Confey            | Celbridge      |
| Cupidstown                       | 240   | South Salt             | Kilteel           | Naas           |
| Cupidstownhill                   | 301   | South Salt             | Kilteel           | Naas           |
| Curragh                          | 2.141 | Offaly East            | Ballysax          | Naas           |
| Curragh                          | 2.744 | Offaly East            | Kildare           | Naas           |
| Curraghfarm                      | 206   | Offaly East            | Kildare           | Naas           |
| Curryhills                       | 817   | Clane                  | Killybegs         | Naas           |
| Cush                             | 172   | Offaly West            | Ballybrackan      | Athy           |
| Cushaling                        | 843   | Offaly East            | Rathangan         | Edenderry      |
| Daars North                      | 242   | Naas North             | Bodenstown        | Naas           |
| Daars South                      | 426   | Naas North             | Bodenstown        | Naas           |
| Dairyfarm                        | 85    | Kilkea and Moone       | Castledermot      | Athy           |
| Dalkinstown                      | 256   | Kilcullen              | Kilcullen         | Naas           |
| Dangan                           | 171   | South Salt             | Lyons             | Celbridge      |
| Danielstown                      | 136   | Ikeathy and Oughterany | Mainham           | Celbridge      |
| Davidstown                       | 267   | Narragh and Reban East | Davidstown        | Athy           |
| Davidstown                       | 223   | Kilkea and Moone       | Killelan          | Baltinglass    |
| Davidstown (or Pilsworth)        | 367   | Kilkea and Moone       | Graney            | Baltinglass    |
| Davidstown Demesne               | 279   | Kilkea and Moone       | Killelan          | Baltinglass    |
| Davidstown Lower                 | 271   | Kilkea and Moone       | Graney            | Athy           |
| Davidstown Upper                 | 295   | Kilkea and Moone       | Graney            | Athy           |
| Deerpark                         | 158   | Kilkea and Moone       | Castledermot      | Carlow         |
| Delamain                         | 171   | Naas South             | Carnalway         | Naas           |
| Demesne                          | 79    | Carbury                | Ardkill           | Edenderry      |
| Demesne                          | 360   | Carbury                | Carbury           | Edenderry      |
| Derreens                         | 426   | Clane                  | Carragh           | Naas           |
| Derrinstown                      | 133   | North Salt             | Taghadoe          | Celbridge      |
| Derrinturn                       | 340   | Carbury                | Ardkill           | Edenderry      |
| Derryart                         | 43    | Carbury                | Nurney            | Edenderry      |
| Derrybrennan                     | 273   | Carbury                | Kilpatrick        | Edenderry      |
| Derrycrib                        | 624   | Clane                  | Ballynafagh       | Naas           |
| Derrylea                         | 1.205 | Offaly West            | Lackagh           | Athy           |
| Derrymullen                      | 533   | Connell                | Kilmeage          | Naas           |
| Derrynine                        | 263   | Offaly West            | Fontstown         | Athy           |
| Derryoughter East                | 600   | Offaly West            | Ballybrackan      | Athy           |
| Derryoughter West                | 654   | Offaly West            | Ballybrackan      | Athy           |
| Derryvarroge                     | 1.115 | Clane                  | Timahoe           | Naas           |
| Dollardstown                     | 189   | Kilkea and Moone       | Tankardstown      | Athy           |
| Donadea North                    | 450   | Ikeathy and Oughterany | Donadea           | Celbridge      |
| Donadea South                    | 379   | Ikeathy and Oughterany | Donadea           | Celbridge      |
| Donaghcumper                     | 337   | South Salt             | Donaghcumper      | Celbridge      |
| Donaghmore                       | 92    | North Salt             | Donaghmore        | Celbridge      |
| Donaghstown                      | 300   | North Salt             | Laraghbryan       | Celbridge      |
| Donode                           | 49    | Naas South             | Ballymore Eustace | Naas           |
| Donode                           | 378   | Naas South             | Coghlanstown      | Naas           |
| Donore                           | 896   | Clane                  | Carragh           | Naas           |
| Dowdenstown Great                | 334   | Naas South             | Tipperkevin       | Naas           |
| Dowdenstown Little               | 109   | Connell                | Ladytown          | Naas           |
| Dowdstown                        | 199   | North Salt             | Laraghbryan       | Celbridge      |
| Downings North                   | 878   | Clane                  | Downings          | Naas           |
| Downings South                   | 475   | Clane                  | Downings          | Naas           |
| Dreenan                          | 371   | Carbury                | Ardkill           | Edenderry      |
| Drehid                           | 2.161 | Carbury                | Ardkill           | Edenderry      |
| Drinnanstown North               | 404   | Offaly East            | Cloncurry         | Edenderry      |
| Drinnanstown South               | 404   | Offaly East            | Cloncurry         | Edenderry      |
| Drummond                         | 733   | Carbury                | Kilpatrick        | Edenderry      |
| Drumsru                          | 348   | Offaly East            | Feighcullen       | Edenderry      |
| Drumsru                          | 674   | Connell                | Kilmeage          | Naas           |
| Dunbyrne                         | 490   | Connell                | Rathernan         | Naas           |
| Duncreevan                       | 131   | Ikeathy and Oughterany | Kilcock           | Celbridge      |
| Duneany                          | 1.092 | Offaly West            | Duneany           | Athy           |
| Dunfierth                        | 651   | Carbury                | Dunfierth         | Edenderry      |
| Dunmanoge                        | 318   | Kilkea and Moone       | Dunmanoge         | Athy           |
| Dunmurraghill                    | 501   | Ikeathy and Oughterany | Dunmurraghill     | Celbridge      |
| Dunmurry East                    | 301   | Offaly East            | Dunmurry          | Naas           |
| Dunmurry West                    | 495   | Offaly East            | Dunmurry          | Naas           |
| Dunnstown                        | 522   | Naas South             | Carnalway         | Naas           |
| Dysart                           | 632   | Carbury                | Dunfierth         | Edenderry      |
| Eadestown                        | 461   | Naas North             | Rathmore          | Naas           |
| Eaglehill                        | 337   | Offaly West            | Kilrush           | Athy           |
| Easton                           | 134   | North Salt             | Leixlip           | Celbridge      |
| Ellistown                        | 467   | Offaly East            | Rathangan         | Edenderry      |
| Elmhall                          | 124   | South Salt             | Donaghcumper      | Celbridge      |
| Elmhall                          | 12    | South Salt             | Stacumny          | Celbridge      |
| Elone                            | 213   | Offaly West            | Kilrush           | Athy           |
| Elverstown Great                 | 248   | Naas South             | Tipperkevin       | Naas           |
| Elverstown Little                | 161   | Naas South             | Tipperkevin       | Naas           |
| Emlagher                         | 82    | Offaly East            | Carn              | Naas           |
| Eskerhill                        | 137   | Offaly West            | Harristown        | Athy           |
| Fallarees Commons                | 7     | Naas South             | Ballymore Eustace | Naas           |
| Fanaghs                          | 409   | Ikeathy and Oughterany | Cloncurry         | Celbridge      |
| Farranadum                       | 259   | Ikeathy and Oughterany | Clonshanbo        | Celbridge      |
| Fasagh                           | 199   | Offaly West            | Ballybrackan      | Athy           |
| Fearaun                          | 207   | Offaly West            | Kilrush           | Athy           |
| Fearavolla                       | 74    | Carbury                | Nurney            | Edenderry      |
| Fearmore                         | 65    | Offaly West            | Ballybrackan      | Athy           |
| Feighcullen                      | 720   | Offaly East            | Feighcullen       | Edenderry      |
| Fennor                           | 308   | Offaly West            | Duneany           | Athy           |
| Firmount Demense                 | 169   | Clane                  | Clane             | Naas           |
| Firmount East                    | 163   | Clane                  | Clane             | Naas           |
| Firmount West                    | 163   | Clane                  | Clane             | Naas           |
| Flemingtown North                | 137   | Naas South             | Killashee         | Naas           |
| Flemingtown South (or Tonaphuca) | 448   | Naas South             | Killashee         | Naas           |
| Fleshtown                        | 341   | Clane                  | Killybegs         | Naas           |
| Fodeens                          | 241   | South Salt             | Kill              | Naas           |
| Fontstown Lower                  | 352   | Narragh and Reban East | Fontstown         | Athy           |
| Fontstown Upper                  | 326   | Narragh and Reban East | Fontstown         | Athy           |
| Forenaghts Great                 | 252   | South Salt             | Forenaghts        | Naas           |
| Forenaghts Little                | 210   | South Salt             | Forenaghts        | Naas           |
| Forest                           | 315   | Narragh and Reban West | Kilberry          | Athy           |
| Foxhill                          | 578   | Narragh and Reban East | Moone             | Athy           |
| Foy                              | 19    | Offaly East            | Rathangan         | Edenderry      |
| Freagh                           | 223   | Carbury                | Kilmore           | Edenderry      |
| Friarstown                       | 170   | South Salt             | Castledillon      | Celbridge      |
| Friarstown                       | 478   | Offaly East            | Tully             | Naas           |
| Furryhill                        | 673   | Naas North             | Rathmore          | Naas           |
| Gaganstown                       | 512   | Naas South             | Jago              | Naas           |
| Gallowshill                      | 306   | Narragh and Reban West | St. Michaels      | Athy           |
| Gallowshill                      | 106   | Gowran                 | Gowran            | Kilkenny       |
| Garrisker                        | 855   | Carbury                | Ballynadrumny     | Edenderry      |
| Garterfarm                       | 124   | Kilkea and Moone       | Castledermot      | Athy           |
| Garvoge                          | 618   | Clane                  | Ballynafagh       | Naas           |
| Geraldine                        | 356   | Narragh and Reban West | Kilberry          | Athy           |
| Gilbinstown                      | 374   | Kilcullen              | Kilcullen         | Naas           |
| Gilltown                         | 932   | Clane                  | Ballynafagh       | Naas           |
| Gilltown                         | 1.195 | Naas South             | Gilltown          | Naas           |
| Gilltown Common                  | 5     | Kilcullen              | Kilcullen         | Naas           |
| Gingerstown                      | 195   | Clane                  | Carragh           | Naas           |
| Glassely                         | 660   | Narragh and Reban East | Narraghmore       | Athy           |
| Glebe                            | 34    | Narragh and Reban East | Timolin           | Baltinglass    |
| Glebe                            | 81    | North Salt             | Straffan          | Celbridge      |
| Glebe East                       | 124   | Naas South             | Tipperkevin       | Naas           |
| Glebe North                      | 143   | Kilcullen              | Kilcullen         | Naas           |
| Glebe South                      | 80    | Kilcullen              | Kilcullen         | Naas           |
| Glebe West                       | 127   | Naas South             | Tipperkevin       | Naas           |
| Glenaree                         | 282   | Offaly East            | Cloncurry         | Edenderry      |
| Glenmore                         | 351   | Naas South             | Tipperkevin       | Naas           |
| Globe Island (or Cloncarlin)     | 359   | Offaly West            | Monasterevin      | Athy           |
| Glowens                          | 273   | Kilkea and Moone       | Kineagh           | Baltinglass    |
| Goatstown                        | 339   | Clane                  | Downings          | Naas           |
| Gormanstown                      | 919   | Kilcullen              | Kilcullen         | Naas           |
| Gorteen                          | 87    | Offaly West            | Ballybrackan      | Athy           |
| Gorteen                          | 353   | Carbury                | Dunfierth         | Edenderry      |
| Gorteen Lower                    | 129   | Offaly West            | Fontstown         | Athy           |
| Gorteen Upper                    | 341   | Offaly West            | Fontstown         | Athy           |
| Gorteenoona                      | 69    | Offaly West            | Monasterevin      | Athy           |
| Gorteenvacan                     | 283   | Kilkea and Moone       | Castledermot      | Athy           |
| Gotham                           | 221   | Kilkea and Moone       | Ballaghmoon       | Athy           |
| Goulyduff                        | 375   | Narragh and Reban West | Churchtown        | Athy           |
| Gragadder                        | 175   | Ikeathy and Oughterany | Kilcock           | Celbridge      |
| Graigrooth                       | 41    | Ikeathy and Oughterany | Cloncurry         | Celbridge      |
| Graiguelin                       | 204   | North Salt             | Taghadoe          | Celbridge      |
| Graiguepottle                    | 240   | Ikeathy and Oughterany | Balraheen         | Celbridge      |
| Graigues                         | 330   | Clane                  | Downings          | Naas           |
| Graiguesallagh                   | 393   | North Salt             | Taghadoe          | Celbridge      |
| Graney East                      | 175   | Kilkea and Moone       | Graney            | Baltinglass    |
| Graney West                      | 233   | Kilkea and Moone       | Graney            | Baltinglass    |
| Grange                           | 541   | Ikeathy and Oughterany | Cloncurry         | Celbridge      |
| Grange Beg                       | 1.832 | Naas South             | Gilltown          | Naas           |
| Grange East                      | 107   | Carbury                | Carrick           | Edenderry      |
| Grange More                      | 645   | Naas South             | Gilltown          | Naas           |
| Grange West                      | 200   | Carbury                | Carrick           | Edenderry      |
| Grangebeg                        | 389   | Offaly West            | Monasterevin      | Athy           |
| Grangeclare                      | 162   | Offaly East            | Grangeclare       | Edenderry      |
| Grangeclare East                 | 308   | Connell                | Kilmeage          | Naas           |
| Grangeclare Little               | 7     | Connell                | Kilmeage          | Naas           |
| Grangecommon                     | 23    | Offaly East            | Cloncurry         | Naas           |
| Grangecommon                     | 1     | Offaly East            | Dunmurry          | Naas           |
| Grangecommon                     | 24    | Connell                | Feighcullen       | Naas           |
| Grangecoor                       | 243   | Offaly West            | Monasterevin      | Athy           |
| Grangeford                       | 124   | Kilkea and Moone       | Killelan          | Baltinglass    |
| Grangehiggin                     | 888   | Connell                | Rathernan         | Naas           |
| Grangelcalre West                | 369   | Connell                | Kilmeage          | Naas           |
| Grangemellon                     | 924   | Kilkea and Moone       | Tankardstown      | Athy           |
| Grangemore                       | 148   | Naas South             | Brannockstown     | Naas           |
| Grangerosnolvan                  | 153   | Kilkea and Moone       | Grangerosnolvan   | Athy           |
| Grangerosnolvan Lower            | 749   | Kilkea and Moone       | Grangerosnolvan   | Athy           |
| Grangerosnolvan Upper            | 519   | Kilkea and Moone       | Grangerosnolvan   | Athy           |
| Graysland                        | 2     | Narragh and Reban West | St. John's        | Athy           |
| Graysland                        | 53    | Narragh and Reban West | St. Michaels      | Athy           |
| Greatconnell                     | 1.312 | Connell                | Greatconnell      | Naas           |
| Greatrath                        | 230   | Offaly West            | Kilrush           | Athy           |
| Greenfield                       | 197   | North Salt             | Laraghbryan       | Celbridge      |
| Greenhall Lower                  | 100   | Naas South             | Tipperkevin       | Naas           |
| Greenhall Upper                  | 77    | Naas South             | Tipperkevin       | Naas           |
| Greenhills                       | 419   | Connell                | Kildare           | Naas           |
| Greenhills                       | 199   | South Salt             | Kill              | Naas           |
| Greenmount                       | 122   | Naas North             | Rathmore          | Naas           |
| Greyabbey                        | 169   | Offaly East            | Kildare           | Naas           |
| Griffinrath                      | 472   | North Salt             | Laraghbryan       | Celbridge      |
| Guidensown North                 | 182   | Offaly East            | Rathangan         | Naas           |
| Guidenstown South                | 273   | Offaly East            | Rathangan         | Naas           |
| Haggard                          | 536   | Carbury                | Carbury           | Edenderry      |
| Halfmiletown                     | 22    | Kilkea and Moone       | Castledermot      | Athy           |
| Hallahoise                       | 895   | Kilkea and Moone       | Killelan          | Athy           |
| Halverstown                      | 363   | Clane                  | Carragh           | Naas           |
| Halverstown                      | 340   | Kilcullen              | Kilcullen         | Naas           |
| Harristown                       | 618   | Naas South             | Carnalway         | Naas           |
| Harristown Common                | 181   | Naas South             | Carnalway         | Naas           |
| Harristown Lower                 | 258   | Offaly West            | Harristown        | Athy           |
| Harristown Upper                 | 203   | Offaly West            | Harristown        | Athy           |
| Hartwell Lower                   | 261   | South Salt             | Kill              | Naas           |
| Hartwell Upper                   | 230   | South Salt             | Kill              | Naas           |
| Hawkfield                        | 723   | Connell                | Morristownbiller  | Naas           |
| Haynestown                       | 255   | South Salt             | Haynestown        | Naas           |
| Heath                            | 197   | Kilkea and Moone       | Tankardstown      | Athy           |
| Hempstown Commons                | 238   | Naas North             | Rathmore          | Naas           |
| Herbertstown                     | 493   | Connell                | Greatconnell      | Naas           |
| Hillfarm                         | 238   | Offaly West            | Kilrush           | Athy           |
| Hillsborough                     | 254   | Connell                | Greatconnell      | Naas           |
| Hobartstown East                 | 287   | Kilkea and Moone       | Castledermot      | Athy           |
| Hobartstown West                 | 422   | Kilkea and Moone       | Castledermot      | Athy           |
| Hodgestown                       | 239   | Ikeathy and Oughterany | Clonshanbo        | Celbridge      |
| Hodgestown                       | 151   | Ikeathy and Oughterany | Kilcock           | Celbridge      |
| Hodgestown                       | 628   | Clane                  | Timahoe           | Naas           |
| Hoganswood                       | 95    | Clane                  | Clane             | Naas           |
| Hoganswood East                  | 6     | Clane                  | Clane             | Naas           |
| Horsepasstown                    | 77    | Naas South             | Ballymore Eustace | Naas           |
| Hortland                         | 1.409 | Ikeathy and Oughterany | Scullogestown     | Celbridge      |
| Hughstown                        | 752   | Kilkea and Moone       | Killelan          | Baltinglass    |
| Huttonread                       | 233   | South Salt             | Oughterard        | Naas           |
| Hybla (or Ballyneage)            | 641   | Offaly West            | Duneany           | Athy           |
| Inch                             | 598   | Narragh and Reban East | Moone             | Athy           |
| Inchanearl                       | 67    | Offaly East            | Rathangan         | Edenderry      |
| Inchaquire                       | 686   | Narragh and Reban East | Narraghmore       | Athy           |
| Irishtown                        | 517   | Kilkea and Moone       | Moone             | Athy           |
| Irishtown Lower                  | 229   | North Salt             | Straffan          | Celbridge      |
| Irishtown Upper                  | 274   | North Salt             | Straffan          | Celbridge      |
| Ironhills                        | 720   | Offaly West            | Kilrush           | Athy           |
| Jarretstown                      | 47    | North Salt             | Confey            | Celbridge      |
| Jerusalem                        | 288   | Kilkea and Moone       | Painestown        | Athy           |
| Jigginstown                      | 1.038 | Naas North             | Naas              | Naas           |
| Johninstown                      | 224   | North Salt             | Taghadoe          | Celbridge      |
| Johnstown                        | Town  | Carbury                | Cadamstown        | Edenderry      |
| Johnstown                        | 409   | Carbury                | Cadamstown        | Edenderry      |
| Johnstown                        | 178   | Naas South             | Carnalway         | Naas           |
| Johnstown                        | 145   | Naas North             | Johnstown         | Naas           |
| Johnstown North                  | 424   | Kilkea and Moone       | Castledermot      | Athy           |
| Johnstown South                  | 319   | Kilkea and Moone       | Castledermot      | Athy           |
| Kealstown                        | 326   | North Salt             | Taghadoe          | Celbridge      |
| Kearneystown Lower               | 72    | South Salt             | Lyons             | Celbridge      |
| Kearneystown Upper               | 79    | South Salt             | Lyons             | Celbridge      |
| Keeloge                          | 137   | Offaly East            | Rathangan         | Naas           |
| Keeloges                         | 133   | Naas North             | Whitechurch       | Naas           |
| Kellystown                       | 212   | North Salt             | Laraghbryan       | Celbridge      |
| Kennycourt                       | 733   | Naas South             | Gilltown          | Naas           |
| Kerdiffstown                     | 703   | Naas North             | Kerdiffstown      | Naas           |
| Kilbeg                           | 83    | Offaly West            | Ballybrackan      | Athy           |
| Kilbelin                         | 288   | Connell                | Greatconnell      | Naas           |
| Kilberry                         | 1.497 | Narragh and Reban West | Kilberry          | Athy           |
| Kilboggan                        | 171   | Offaly West            | Kilrush           | Athy           |
| Kilbride                         | 206   | Ikeathy and Oughterany | Cloncurry         | Celbridge      |
| Kilbrook                         | 406   | Ikeathy and Oughterany | Cloncurry         | Celbridge      |
| Kilcock                          | Town  | Ikeathy and Oughterany | Kilcock           | Celbridge      |
| Kilcock                          | 378   | Ikeathy and Oughterany | Kilcock           | Celbridge      |
| Kilcoo                           | 287   | Narragh and Reban West | Churchtown        | Athy           |
| Kilcrow                          | 357   | Narragh and Reban West | Churchtown        | Athy           |
| Kilcullen                        | Town  | Naas South             | Carnalway         | Naas           |
| Kilcullen                        | Town  | Kilcullen              | Kilcullen         | Naas           |
| Kilcullenbridge                  | 136   | Naas South             | Carnalway         | Naas           |
| Kilcullenbridge                  | 201   | Kilcullen              | Kilcullen         | Naas           |
| Kildangan                        | 988   | Offaly West            | Kildangan         | Athy           |
| Kildare                          | Town  | Offaly East            | Kildare           | Naas           |
| Kildare                          | 761   | Offaly East            | Kildare           | Naas           |
| Kildoon                          | 410   | Offaly West            | Nurney            | Athy           |
| Kilglass                         | 443   | Carbury                | Kilrainy          | Edenderry      |
| Kilgowan                         | 696   | Kilcullen              | Kilcullen         | Naas           |
| Kilkea Lower                     | 438   | Kilkea and Moone       | Kilkea            | Athy           |
| Kilkea Upper                     | 532   | Kilkea and Moone       | Kilkea            | Athy           |
| Kilkeaskin                       | 990   | Carbury                | Kilpatrick        | Edenderry      |
| Kill                             | Town  | South Salt             | Kill              | Naas           |
| Kill                             | 262   | Offaly West            | Monasterevin      | Athy           |
| Kill East                        | 181   | South Salt             | Kill              | Naas           |
| Kill West                        | 378   | South Salt             | Kill              | Naas           |
| Killadoon                        | 449   | North Salt             | Killadoon         | Celbridge      |
| Killashee                        | 400   | Naas South             | Killashee         | Naas           |
| Killashee                        | 14    | Naas North             | Killashee         | Naas           |
| Killeagh                         | 294   | Connell                | Kilmeage          | Naas           |
| Killeagh Common                  | 1     | Offaly East            | Grangeclare       | Naas           |
| Killeagh Common                  | 4     | Offaly East            | Kildare           | Naas           |
| Killeagh Common                  | 3     | Offaly East            | Rathangan         | Naas           |
| Killeen                          | 542   | Narragh and Reban East | Narraghmore       | Athy           |
| Killeen East                     | 145   | Offaly West            | Ballybrackan      | Athy           |
| Killeen West                     | 205   | Offaly West            | Ballybrackan      | Athy           |
| Killeenbeg                       | 82    | South Salt             | Kill              | Naas           |
| Killeenlea                       | 107   | North Salt             | Killadoon         | Celbridge      |
| Killeenmore                      | 363   | Naas North             | Whitechurch       | Naas           |
| Killeighter                      | 298   | Ikeathy and Oughterany | Cloncurry         | Celbridge      |
| Killelan                         | 48    | Kilkea and Moone       | Killelan          | Baltinglass    |
| Killhill                         | 223   | South Salt             | Kill              | Naas           |
| Killickaweeny                    | 495   | Ikeathy and Oughterany | Cloncurry         | Celbridge      |
| Killinagh                        | 494   | Carbury                | Nurney            | Edenderry      |
| Killinagh Lower                  | 651   | Carbury                | Kilpatrick        | Edenderry      |
| Killinagh Upper                  | 507   | Carbury                | Kilpatrick        | Edenderry      |
| Killinane                        | 474   | Kilcullen              | Kilcullen         | Naas           |
| Killinthomas                     | 1.040 | Offaly East            | Rathangan         | Edenderry      |
| Killybegs                        | 219   | Clane                  | Killybegs         | Naas           |
| Killybegs Demesne                | 274   | Clane                  | Killybegs         | Naas           |
| Killyguire                       | 624   | Offaly East            | Rathangan         | Edenderry      |
| Killyon                          | 270   | Carbury                | Dunfierth         | Edenderry      |
| Kilmacredock Lower               | 209   | North Salt             | Kilmacredock      | Celbridge      |
| Kilmacredock Upper               | 269   | North Salt             | Kilmacredock      | Celbridge      |
| Kilmagorroge                     | 216   | Ikeathy and Oughterany | Cloncurry         | Celbridge      |
| Kilmalum                         | 458   | Naas South             | Tipperkevin       | Naas           |
| Kilmead                          | 487   | Narragh and Reban East | Narraghmore       | Athy           |
| Kilmeage                         | Town  | Connell                | Kilmeage          | Naas           |
| Kilmeage                         | 571   | Connell                | Kilmeage          | Naas           |
| Kilmeage Little                  | 6     | Connell                | Kilmeage          | Naas           |
| Kilmoney North                   | 612   | Offaly East            | Rathangan         | Edenderry      |
| Kilmoney South                   | 453   | Offaly East            | Rathangan         | Naas           |
| Kilmore                          | 711   | Carbury                | Cadamstown        | Edenderry      |
| Kilmore                          | 127   | Carbury                | Kilmore           | Edenderry      |
| Kilmorebrannagh                  | 342   | Carbury                | Cadamstown        | Edenderry      |
| Kilmurry                         | 223   | Ikeathy and Oughterany | Donadea           | Celbridge      |
| Kilmurry                         | 1.010 | Carbury                | Dunfierth         | Edenderry      |
| Kilmurry                         | 426   | Clane                  | Clane             | Naas           |
| Kilnabooley                      | 130   | Offaly East            | Rathangan         | Edenderry      |
| Kilnagornan                      | 254   | Offaly East            | Kildare           | Naas           |
| Kilnamoragh South                | 426   | Ikeathy and Oughterany | Donadea           | Celbridge      |
| Kilnamorogh North                | 158   | Ikeathy and Oughterany | Donadea           | Celbridge      |
| Kilpatrick                       | 130   | Offaly West            | Ballybrackan      | Athy           |
| Kilpatrick                       | 394   | Carbury                | Kilpatrick        | Edenderry      |
| Kilrainy                         | 523   | Carbury                | Kilrainy          | Edenderry      |
| Kilrathmurry                     | 756   | Carbury                | Kilrainy          | Edenderry      |
| Kilrush                          | 212   | Offaly West            | Kilrush           | Athy           |
| Kilshanchoe                      | 252   | Carbury                | Dunfierth         | Edenderry      |
| Kiltaghan North                  | 306   | Offaly East            | Rathangan         | Edenderry      |
| Kiltaghan South                  | 249   | Offaly East            | Rathangan         | Edenderry      |
| Kilteel                          | Town  | South Salt             | Kilteel           | Naas           |
| Kilteel Lower                    | 259   | South Salt             | Kilteel           | Naas           |
| Kilteel Upper                    | 210   | South Salt             | Kilteel           | Naas           |
| Kilwarden                        | 364   | South Salt             | Kilteel           | Naas           |
| Kilwoghan                        | 110   | North Salt             | Kildrought        | Celbridge      |
| Kimmeens                         | 17    | Naas South             | Ballymore Eustace | Naas           |
| Kineagh                          | 442   | Kilcullen              | Kilcullen         | Naas           |
| Kingsbog (or Common)             | 663   | Offaly East            | Kildare           | Naas           |
| Kingsland                        | 108   | Narragh and Reban East | Usk               | Naas           |
| Kinnafad                         | 626   | Carbury                | Carrick           | Edenderry      |
| Kishawanny Lower                 | 263   | Carbury                | Kilmore           | Edenderry      |
| Kishawanny Upper                 | 333   | Carbury                | Kilmore           | Edenderry      |
| Knavinstown                      | 618   | Offaly West            | Knavinstown       | Athy           |
| Knockanally                      | 511   | Ikeathy and Oughterany | Scullogestown     | Celbridge      |
| Knockaphuca                      | 82    | Kilkea and Moone       | Castledermot      | Athy           |
| Knockatippaun                    | 140   | Naas South             | Brannockstown     | Naas           |
| Knockaulin                       | 300   | Kilcullen              | Kilcullen         | Naas           |
| Knockbane                        | 113   | Kilkea and Moone       | Castledermot      | Carlow         |
| Knockbounce                      | 158   | Kilcullen              | Kilcullen         | Naas           |
| Knockcor                         | 547   | Carbury                | Mylerstown        | Edenderry      |
| Knockfield                       | 404   | Kilkea and Moone       | Graney            | Baltinglass    |
| Knocknacree                      | 47    | Kilkea and Moone       | Castledermot      | Athy           |
| Knocknacree                      | 271   | Kilkea and Moone       | Graney            | Athy           |
| Knocknagalliagh                  | 285   | Offaly East            | Kildare           | Edenderry      |
| Knocknagee                       | 479   | Kilkea and Moone       | Ballaghmoon       | Athy           |
| Knockpatrick                     | 422   | Kilkea and Moone       | Graney            | Baltinglass    |
| Knockroe                         | 299   | Kilkea and Moone       | Dunmanoge         | Athy           |
| Knockroe                         | 325   | Kilkea and Moone       | Graney            | Baltinglass    |
| Knockshanagh                     | 388   | Kilkea and Moone       | Graney            | Baltinglass    |
| Knockshough Glebe                | 125   | Offaly East            | Kildare           | Naas           |
| Lackagh Beg                      | 503   | Offaly West            | Lackagh           | Athy           |
| Lackagh More                     | 486   | Offaly West            | Lackagh           | Athy           |
| Lackaghbog                       | 21    | Offaly West            | Lackagh           | Athy           |
| Ladycastle Lower                 | 402   | Naas North             | Whitechurch       | Naas           |
| Ladycastle Lower                 | 402   | Naas North             | Whitechurch       | Naas           |
| Ladycastle Upper                 | 315   | Naas North             | Whitechurch       | Naas           |
| Ladycastle Upper                 | 315   | Naas North             | Whitechurch       | Naas           |
| Ladyhill                         | 155   | Naas North             | Bodenstown        | Naas           |
| Ladyhill                         | 155   | Naas North             | Bodenstown        | Naas           |
| Ladytown                         | 1.147 | Connell                | Ladytown          | Naas           |
| Landenstown                      | 568   | Clane                  | Brideschurch      | Naas           |
| Laragh                           | 188   | Ikeathy and Oughterany | Kilcock           | Celbridge      |
| Laragh Demesne                   | 639   | Ikeathy and Oughterany | Kilcock           | Celbridge      |
| Laraghbryan East                 | 273   | North Salt             | Laraghbryan       | Celbridge      |
| Laraghbryan West                 | 119   | North Salt             | Laraghbryan       | Celbridge      |
| Larch Hill                       | 119   | Offaly West            | Ballybrackan      | Athy           |
| Lattensbog                       | 194   | Connell                | Oldconnell        | Naas           |
| Leinsterlodge                    | 290   | Kilkea and Moone       | Tankardstown      | Athy           |
| Leixlip                          | Town  | North Salt             | Leixlip           | Celbridge      |
| Leixlip                          | 604   | North Salt             | Leixlip           | Celbridge      |
| Leixlip Demsne                   | 286   | North Salt             | Leixlip           | Celbridge      |
| Lenagorra                        | 184   | Offaly West            | Harristown        | Athy           |
| Levitstown                       | 653   | Kilkea and Moone       | Dunmanoge         | Athy           |
| Levitstown                       | 384   | Kilkea and Moone       | Tankardstown      | Athy           |
| Lewistown                        | 523   | Connell                | Ladytown          | Naas           |
| Lipstown                         | 198   | Narragh and Reban East | Narraghmore       | Athy           |
| Lipstown Lower                   | 409   | Narragh and Reban East | Davidstown        | Athy           |
| Lipstown Upper                   | 216   | Narragh and Reban East | Davidstown        | Athy           |
| Lisbush                          | 123   | Kilkea and Moone       | Ballaghmoon       | Athy           |
| Littleconnell                    | 376   | Connell                | Oldconnell        | Naas           |
| Littlerath                       | 170   | Naas North             | Bodenstown        | Naas           |
| Littletown                       | 175   | Connell                | Kilmeage          | Naas           |
| Lodgefarm                        | 720   | Kilkea and Moone       | Kilkea            | Athy           |
| Lodgepark                        | 233   | North Salt             | Straffan          | Celbridge      |
| Logstown                         | 170   | Naas South             | Carnalway         | Naas           |
| Longstone                        | 170   | Naas South             | Ballymore Eustace | Naas           |
| Longtown                         | 64    | North Salt             | Straffan          | Celbridge      |
| Longtown Demesne                 | 326   | Clane                  | Killybegs         | Naas           |
| Longtown North                   | 124   | Clane                  | Killybegs         | Naas           |
| Longtown South                   | 305   | Clane                  | Killybegs         | Naas           |
| Loughabor                        | 276   | Offaly West            | Fontstown         | Athy           |
| Loughandys                       | 105   | Offaly East            | Kildare           | Naas           |
| Loughanure Commons               | 108   | Clane                  | Clane             | Naas           |
| Loughbollard Commons             | 32    | Clane                  | Clane             | Naas           |
| Loughbrown                       | 186   | Offaly East            | Pollardstown      | Naas           |
| Loughlinstown                    | 248   | South Salt             | Donaghcumper      | Celbridge      |
| Loughlion                        | 78    | Offaly East            | Kildare           | Naas           |
| Loughminane                      | 101   | Offaly East            | Kildare           | Naas           |
| Loughnacush                      | 189   | Carbury                | Ardkill           | Edenderry      |
| Loughtown                        | 235   | Ikeathy and Oughterany | Clonshanbo        | Celbridge      |
| Lowtown                          | 743   | Narragh and Reban West | Kilberry          | Athy           |
| Lowtown                          | 504   | Connell                | Kilmeage          | Naas           |
| Lugadoo                          | 91    | Ikeathy and Oughterany | Cloncurry         | Celbridge      |
| Lugadowden                       | 78    | Naas South             | Tipperkevin       | Naas           |
| Lughil                           | 275   | Offaly West            | Ballybrackan      | Athy           |
| Lullybeg                         | 2.203 | Offaly East            | Cloncurry         | Edenderry      |
| Lullymore East                   | 1.090 | Offaly East            | Lullymore         | Edenderry      |
| Lullymore West                   | 1.566 | Offaly East            | Lullymore         | Edenderry      |
| Lynamsgarden                     | 125   | Narragh and Reban East | Narraghmore       | Athy           |
| Lyons                            | 540   | South Salt             | Lyons             | Celbridge      |
| Maddenstown Demesne              | 200   | Offaly East            | Ballysax          | Naas           |
| Maddenstown Middle               | 392   | Offaly East            | Ballysax          | Naas           |
| Maddenstown North                | 368   | Offaly East            | Ballysax          | Naas           |
| Maddenstown South                | 662   | Offaly East            | Ballysax          | Naas           |
| Maganey Lower                    | 246   | Kilkea and Moone       | Dunmanoge         | Athy           |
| Maganey Upper                    | 14    | Kilkea and Moone       | Dunmanoge         | Athy           |
| Mainham                          | 172   | Ikeathy and Oughterany | Mainham           | Celbridge      |
| Mariavilla                       | 297   | North Salt             | Laraghbryan       | Celbridge      |
| Marshalstown                     | 353   | Kilkea and Moone       | Killelan          | Baltinglass    |
| Martinstown                      | 53    | Offaly East            | Ballysax          | Athy           |
| Martinstown                      | 374   | Offaly East            | Ballyshannon      | Athy           |
| Martinstown                      | 274   | Offaly East            | Carn              | Athy           |
| Martinstown                      | 150   | Offaly East            | Tully             | Athy           |
| Martinstown                      | 315   | Carbury                | Cadamstown        | Edenderry      |
| Maudlings                        | 361   | Naas North             | Naas              | Naas           |
| Maws                             | 527   | North Salt             | Laraghbryan       | Celbridge      |
| Mayfield (or Ballynagalliagh)    | 303   | Offaly West            | Duneany           | Athy           |
| Maynooth                         | Town  | North Salt             | Laraghbryan       | Celbridge      |
| Maynooth                         | 483   | North Salt             | Laraghbryan       | Celbridge      |
| Maynooth South                   | 36    | North Salt             | Laraghbryan       | Celbridge      |
| Merville (or Brewel East)        | 418   | Narragh and Reban East | Usk               | Naas           |
| Milemill                         | 7     | Naas South             | Gilltown          | Naas           |
| Millfarm                         | 193   | Offaly West            | Kilrush           | Athy           |
| Millfarm                         | 23    | Offaly West            | Lackagh           | Athy           |
| Millicent Demesne                | 247   | Clane                  | Clane             | Naas           |
| Millicent North                  | 97    | Clane                  | Clane             | Naas           |
| Millicent South                  | 325   | Clane                  | Clane             | Naas           |
| Milltown                         | 460   | Narragh and Reban West | Churchtown        | Athy           |
| Milltown                         | 378   | Connell                | Feighcullen       | Naas           |
| Moat Commons                     | 22    | Clane                  | Clane             | Naas           |
| Moatavanny                       | 217   | Kilkea and Moone       | Castledermot      | Baltinglass    |
| Moatstown                        | 113   | Narragh and Reban West | Churchtown        | Athy           |
| Monaclaudy                       | 187   | Kilkea and Moone       | Ballaghmoon       | Athy           |
| Monapheeby (or Boherbaun Upper)  | 374   | Offaly West            | Harristown        | Athy           |
| Monasterevin                     | Town  | Offaly West            | Monasterevin      | Athy           |
| Monasterevin                     | 208   | Offaly West            | Monasterevin      | Athy           |
| Monasterevin Bog                 | 153   | Offaly West            | Monasterevin      | Athy           |
| Monatore                         | 88    | Narragh and Reban East | Narraghmore       | Athy           |
| Moneycooly                       | 408   | North Salt             | Laraghbryan       | Celbridge      |
| Monread North                    | 299   | Naas North             | Naas              | Naas           |
| Monread South                    | 296   | Naas North             | Naas              | Naas           |
| Moods                            | 383   | Clane                  | Downings          | Naas           |
| Moone                            | Town  | Kilkea and Moone       | Moone             | Athy           |
| Moone                            | 2.877 | Kilkea and Moone       | Moone             | Athy           |
| Mooreabbey Demesne               | 1.267 | Offaly West            | Monasterevin      | Athy           |
| Mooretown                        | 524   | Offaly East            | Kildare           | Naas           |
| Moorfield                        | 437   | Connell                | Morristownbiller  | Naas           |
| Moorhill                         | 225   | Naas South             | Gilltown          | Naas           |
| Moorhill                         | 206   | Naas South             | Jago              | Naas           |
| Moortown                         | 206   | North Salt             | Kildrought        | Celbridge      |
| Moortown                         | 382   | Ikeathy and Oughterany | Mainham           | Celbridge      |
| Moortown                         | 205   | Connell                | Ladytown          | Naas           |
| Moortown                         | 378   | Kilcullen              | Tully             | Naas           |
| Moortowncastle                   | 372   | Kilcullen              | Tully             | Athy           |
| Morganstown                      | 96    | Naas South             | Kill              | Naas           |
| Morristown                       | 101   | South Salt             | Forenaghts        | Naas           |
| Morristown Little                | 59    | Connell                | Oldconnell        | Naas           |
| Morristown Lower                 | 200   | Connell                | Oldconnell        | Naas           |
| Morristown Upper                 | 332   | Connell                | Oldconnell        | Naas           |
| Morristownbiller                 | 435   | Connell                | Morristownbiller  | Naas           |
| Mounntarmstrong                  | 368   | Ikeathy and Oughterany | Mainham           | Celbridge      |
| Mountprospect                    | 249   | Offaly East            | Rathangan         | Edenderry      |
| Mountrice                        | 632   | Offaly West            | Lackagh           | Athy           |
| Mountrice Bog                    | 43    | Offaly West            | Lackagh           | Athy           |
| Moyleabbey                       | 197   | Narragh and Reban East | Narraghmore       | Baltinglass    |
| Moyvally                         | 1.363 | Carbury                | Ballynadrumny     | Edenderry      |
| Mucklon                          | 739   | Carbury                | Dunfierth         | Edenderry      |
| Mulgeeth                         | 835   | Carbury                | Dunfierth         | Edenderry      |
| Mullacash Middle                 | 265   | Naas South             | Killashee         | Naas           |
| Mullacash North                  | 159   | Naas South             | Killashee         | Naas           |
| Mullacash South                  | 276   | Naas South             | Killashee         | Naas           |
| Mullaghboy                       | 147   | Naas South             | Carnalway         | Naas           |
| Mullaghmoyne East                | 187   | Offaly West            | Ballyshannon      | Athy           |
| Mullaghmoyne West                | 201   | Offaly West            | Ballyshannon      | Athy           |
| Mullaghreelan                    | 500   | Kilkea and Moone       | Kilkea            | Athy           |
| Mullaghroe Lower                 | 106   | Offaly West            | Lackagh           | Athy           |
| Mullaghroe Upper                 | 105   | Offaly West            | Lackagh           | Athy           |
| Mullamast                        | 1.451 | Kilkea and Moone       | Narraghmore       | Athy           |
| Mullantine                       | 137   | Offaly East            | Rathangan         | Edenderry      |
| Mullarney                        | 99    | Kilkea and Moone       | Castledermot      | Athy           |
| Mylerstown                       | 244   | Offaly West            | Harristown        | Athy           |
| Mylerstown                       | 499   | Carbury                | Mylerstown        | Edenderry      |
| Mylerstown                       | 338   | Naas South             | Killashee         | Naas           |
| Mylerstown                       | 792   | Connell                | Rathernan         | Naas           |
| Mynagh                           | 101   | Offaly West            | Lackagh           | Athy           |
| Mynagh                           | 50    | Offaly West            | Rathangan         | Athy           |
| Naas                             | Town  | Naas North             | Naas              | Naas           |
| Naas East                        | 524   | Naas North             | Naas              | Naas           |
| Naas West                        | 538   | Naas North             | Naas              | Naas           |
| Narrabeg                         | 202   | Kilkea and Moone       | Killelan          | Baltinglass    |
| Narramore                        | 589   | Narragh and Reban East | Narraghmore       | Athy           |
| Narramore Demesne                | 307   | Narragh and Reban East | Narraghmore       | Athy           |
| Newabbey                         | 293   | Naas South             | Brannockstown     | Naas           |
| Newbridge                        | Town  | Connell                | Greatconnell      | Naas           |
| Newbridge                        | Town  | Connell                | Morristownbiller  | Naas           |
| Newhall                          | 570   | Connell                | Ladytown          | Naas           |
| Newhall                          | 7     | Connell                | Oldconnell        | Naas           |
| Newland North                    | 757   | Naas South             | Killashee         | Naas           |
| Newland South                    | 144   | Naas South             | Killashee         | Naas           |
| Newland West                     | 205   | Naas South             | Killashee         | Naas           |
| Newpark                          | 220   | Connell                | Kilmeage          | Naas           |
| Newrow                           | 70    | South Salt             | Kilteel           | Naas           |
| Newtown                          | 373   | Offaly West            | Ballyshannon      | Athy           |
| Newtown                          | 47    | Kilkea and Moone       | Castledermot      | Athy           |
| Newtown                          | 207   | Kilkea and Moone       | Killelan          | Baltinglass    |
| Newtown                          | 452   | Kilkea and Moone       | Kineagh           | Baltinglass    |
| Newtown                          | 427   | Ikeathy and Oughterany | Cloncurry         | Celbridge      |
| Newtown                          | 289   | South Salt             | Donaghcumper      | Celbridge      |
| Newtown                          | 347   | North Salt             | Laraghbryan       | Celbridge      |
| Newtown                          | 216   | North Salt             | Leixlip           | Celbridge      |
| Newtown                          | 525   | Offaly East            | Rathangan         | Edenderry      |
| Newtown                          | 267   | Offaly East            | Kildare           | Naas           |
| Newtown                          | 95    | South Salt             | Kill              | Naas           |
| Newtown                          | 206   | Naas South             | Killashee         | Naas           |
| Newtown                          | 74    | Naas North             | Rathmore          | Naas           |
| Newtown                          | 534   | Naas North             | Tipper            | Naas           |
| Newtown                          | 380   | Offaly East            | Tully             | Naas           |
| Newtown Baltracey                | 102   | Naas North             | Tipper            | Naas           |
| Newtown Great                    | 469   | Naas North             | Rathmore          | Naas           |
| Newtown Little                   | 23    | Naas North             | Rathmore          | Naas           |
| Newtownallen                     | 602   | Kilkea and Moone       | Ballaghmoon       | Athy           |
| Newtownbert                      | 813   | Narragh and Reban West | Kilberry          | Athy           |
| Newtowndonore                    | 873   | Clane                  | Downings          | Naas           |
| Newtownhortland                  | 255   | Ikeathy and Oughterany | Scullogestown     | Celbridge      |
| Newtownlaragh                    | 86    | Ikeathy and Oughterany | Kilcock           | Celbridge      |
| Newtownmacabe                    | 324   | North Salt             | Taghadoe          | Celbridge      |
| Newtownmoneenluggagh             | 128   | Ikeathy and Oughterany | Scullogestown     | Celbridge      |
| Newtownpark                      | 270   | Naas North             | Rathmore          | Naas           |
| Newtownpilsworth                 | 287   | Kilkea and Moone       | Dunmanoge         | Athy           |
| Nicholastown                     | 962   | Kilkea and Moone       | Tankardstown      | Athy           |
| Nicholastown                     | 538   | Ikeathy and Oughterany | Cloncurry         | Celbridge      |
| Nicholastown                     | 425   | Kilcullen              | Kilcullen         | Naas           |
| Nunsland                         | 87    | Naas North             | Rathmore          | Naas           |
| Nurney                           | Town  | Offaly West            | Nurney            | Athy           |
| Nurney                           | 258   | Offaly West            | Nurney            | Athy           |
| Nurney                           | 364   | Carbury                | Nurney            | Edenderry      |
| Nurney Bog                       | 147   | Offaly West            | Nurney            | Athy           |
| Nurney Demesne                   | 334   | Offaly West            | Nurney            | Athy           |
| Oakleypark                       | 103   | North Salt             | Kildrought        | Celbridge      |
| Oghil                            | 1.186 | Offaly West            | Monasterevin      | Athy           |
| Oldcarton                        | 288   | North Salt             | Laraghbryan       | Celbridge      |
| Oldconnell                       | 677   | Connell                | Oldconnell        | Naas           |
| Oldcourt                         | 646   | Narragh and Reban West | Kilberry          | Athy           |
| Oldcourt                         | 361   | Carbury                | Kilmore           | Edenderry      |
| Oldgrange                        | 15    | Narragh and Reban East | Fontstown         | Athy           |
| Oldgrange                        | 402   | Offaly West            | Monasterevin      | Athy           |
| Oldgrange                        | 363   | Narragh and Reban East | Narraghmore       | Athy           |
| Oldkilcullen                     | 792   | Kilcullen              | Kilcullen         | Naas           |
| Oldmilltown.                     | 165   | South Salt             | Kilteel           | Naas           |
| Oldtown                          | 251   | North Salt             | Kildrought        | Celbridge      |
| Oldtown                          | 179   | Connell                | Greatconnell      | Naas           |
| Oldtown                          | 169   | Naas South             | Killashee         | Naas           |
| Oldtown                          | 21    | South Salt             | Kilteel           | Naas           |
| Oldtown                          | 134   | Naas North             | Naas              | Naas           |
| Oldtown Demesne                  | 161   | Naas North             | Naas              | Naas           |
| Oldtowndonore                    | 1.015 | Clane                  | Downings          | Naas           |
| Osberstown                       | 1.316 | Naas North             | Naas              | Naas           |
| Oughterard                       | 388   | South Salt             | Oughterard        | Naas           |
| Ovidstown                        | 334   | Ikeathy and Oughterany | Cloncurry         | Celbridge      |
| Ovidstown                        | 54    | North Salt             | Straffan          | Celbridge      |
| Ovidstown                        | 211   | North Salt             | Taghadoe          | Celbridge      |
| Painestown                       | 554   | Ikeathy and Oughterany | Balraheen         | Celbridge      |
| Painestown                       | 423   | South Salt             | Kill              | Naas           |
| Palmerstown                      | 119   | Naas North             | Johnstown         | Naas           |
| Palmerstown Demesne              | 691   | Naas North             | Johnstown         | Naas           |
| Parsonstown                      | 126   | North Salt             | Donaghcumper      | Celbridge      |
| Parsonstown                      | 510   | Carbury                | Ardkill           | Edenderry      |
| Passlands                        | 104   | Offaly West            | Monasterevin      | Athy           |
| Paudeenourstown                  | 52    | Narragh and Reban West | Kilberry          | Athy           |
| Philipstown                      | 175   | Naas North             | Rathmore          | Naas           |
| Piercetown                       | 165   | Connell                | Morristownbiller  | Naas           |
| Pipershall                       | 176   | Naas North             | Rathmore          | Naas           |
| Pitchfordstown                   | 408   | Ikeathy and Oughterany | Cloncurry         | Celbridge      |
| Ploopluck                        | 153   | Naas North             | Naas              | Naas           |
| Pluckerstown                     | 565   | Connell                | Kilmeage          | Naas           |
| Pluckerstown                     | 346   | Offaly East            | Kilmeage          | Naas           |
| Pluckstown                       | 195   | South Salt             | Lyons             | Celbridge      |
| Plunketstown Lower               | 295   | Kilkea and Moone       | Graney            | Baltinglass    |
| Plunketstown Upper               | 342   | Kilkea and Moone       | Graney            | Baltinglass    |
| Pollagorteen                     | 276   | Offaly West            | Lackagh           | Athy           |
| Pollardstown                     | 1.063 | Offaly East            | Pollardstown      | Naas           |
| Portersize                       | 514   | Narragh and Reban East | Timolin           | Baltinglass    |
| Porterstown                      | 98    | South Salt             | Kilteel           | Naas           |
| Portgloriam                      | 479   | Ikeathy and Oughterany | Kilcock           | Celbridge      |
| Posseckstown                     | 252   | North Salt             | Killadoon         | Celbridge      |
| Prospect                         | 223   | Naas North             | Sherlockstown     | Naas           |
| Prosperous                       | Town  | Clane                  | Killybegs         | Naas           |
| Prumpelstown Lower               | 286   | Kilkea and Moone       | Castledermot      | Athy           |
| Prumpelstown Upper               | 218   | Kilkea and Moone       | Castledermot      | Athy           |
| Prusselstown                     | 69    | Narragh and Reban West | Kilberry          | Athy           |
| Prusselstown                     | 173   | Narragh and Reban West | St. Michaels      | Athy           |
| Pullagh                          | 208   | Offaly West            | Harristown        | Athy           |
| Punchersgrange                   | 710   | Connell                | Feighcullen       | Naas           |
| Punchestown                      | 52    | Naas South             | Tipperkevin       | Naas           |
| Punchestown Great                | 323   | Naas North             | Rathmore          | Naas           |
| Punchestown Little               | 121   | Naas North             | Rathmore          | Naas           |
| Punchestown Lower                | 467   | Naas North             | Rathmore          | Naas           |
| Punchestown Upper                | 264   | Naas North             | Rathmore          | Naas           |
| Quinsborough                     | 147   | South Salt             | Oughterard        | Naas           |
| Quinsborough (or Coolsicken)     | 617   | Offaly West            | Lackagh           | Athy           |
| Quqrry                           | 224   | Narragh and Reban West | Churchtown        | Athy           |
| Racefield                        | 192   | Offaly West            | Ballyshannon      | Athy           |
| Raheen                           | 157   | Ikeathy and Oughterany | Balraheen         | Celbridge      |
| Raheen Old                       | 67    | Ikeathy and Oughterany | Balraheen         | Celbridge      |
| Raheenadeeragh                   | 367   | Narragh and Reban West | Churchtown        | Athy           |
| Raheens                          | 540   | Clane                  | Carragh           | Naas           |
| Rahilla Commons                  | 8     | Offaly East            | Dunmurry          | Naas           |
| Rahilla Commons                  | 11    | Offaly East            | Kildare           | Naas           |
| Rahilla Glebe                    | 506   | Offaly East            | Kildare           | Naas           |
| Rahin                            | 656   | Carbury                | Carrick           | Edenderry      |
| Rahoonbeak                       | 325   | Narragh and Reban East | Narraghmore       | Athy           |
| Railpark                         | 366   | North Salt             | Laraghbryan       | Celbridge      |
| Rathagan                         | Town  | Offaly East            | Rathangan         | Edenderry      |
| Rathangan                        | 1.004 | Offaly East            | Rathangan         | Edenderry      |
| Rathangan Demesne                | 561   | Offaly East            | Rathangan         | Edenderry      |
| Rathasker                        | 132   | Naas North             | Killashee         | Naas           |
| Rathasker                        | 167   | Naas North             | Naas              | Naas           |
| Rathbane                         | 447   | South Salt             | Kilteel           | Naas           |
| Rathbride                        | 1.052 | Offaly East            | Tully             | Naas           |
| Rathcoffey Demesne               | 222   | Ikeathy and Oughterany | Balraheen         | Celbridge      |
| Rathcoffey North                 | 216   | Ikeathy and Oughterany | Balraheen         | Celbridge      |
| Rathcoffey South                 | 255   | Ikeathy and Oughterany | Balraheen         | Celbridge      |
| Rathconnell                      | 374   | Offaly West            | Fontstown         | Athy           |
| Rathconnell Wood                 | 517   | Offaly West            | Fontstown         | Athy           |
| Rathernan                        | 511   | Connell                | Rathernan         | Naas           |
| Rathgorragh                      | 159   | South Salt             | Kill              | Naas           |
| Rathgrumly                       | 210   | Narragh and Reban West | Narraghmore       | Athy           |
| Rathmore                         | 521   | Carbury                | Ardkill           | Edenderry      |
| Rathmore                         | 417   | Naas North             | Bodenstown        | Naas           |
| Rathmore East                    | 377   | Naas North             | Rathmore          | Naas           |
| Rathmore West                    | 927   | Naas North             | Rathmore          | Naas           |
| Rathmuck                         | 297   | Offaly West            | Duneany           | Athy           |
| Rathsillagh Lower                | 173   | Narragh and Reban East | Fontstown         | Athy           |
| Rathsillagh Upper                | 342   | Narragh and Reban East | Fontstown         | Athy           |
| Rathstewart                      | 52    | Narragh and Reban West | St. Michaels      | Athy           |
| Rathwalkin                       | 245   | Offaly East            | Kildare           | Edenderry      |
| Ravensdale                       | 186   | North Salt             | Laraghbryan       | Celbridge      |
| Redbog                           | 459   | Naas North             | Rathmore          | Naas           |
| Redhills                         | 332   | Offaly East            | Kildare           | Edenderry      |
| Reeves                           | 221   | South Salt             | Donaghcumper      | Celbridge      |
| Richardstown                     | 587   | Ikeathy and Oughterany | Mainham           | Celbridge      |
| Rickardstown                     | 145   | Connell                | Morristownbiller  | Naas           |
| Rickardstown Lower               | 490   | Offaly West            | Harristown        | Athy           |
| Rickardstown Upper               | 232   | Offaly West            | Harristown        | Athy           |
| Rinaghan                         | 51    | Carbury                | Carrick           | Edenderry      |
| Rinawade Lower                   | 47    | North Salt             | Donaghcumper      | Celbridge      |
| Rinawade Upper                   | 87    | North Salt             | Donaghcumper      | Celbridge      |
| Riverstown                       | 240   | Offaly West            | Ballybrackan      | Athy           |
| Robertstown                      | Town  | Connell                | Kilmeage          | Naas           |
| Robertstown East                 | 336   | Connell                | Kilmeage          | Naas           |
| Robertstown West                 | 269   | Connell                | Kilmeage          | Naas           |
| Rochestown                       | 113   | Naas South             | Gilltown          | Naas           |
| Rock                             | 188   | Offaly West            | Kilrush           | Athy           |
| Roestown                         | 228   | Ikeathy and Oughterany | Kilcock           | Celbridge      |
| Roosk                            | 177   | North Salt             | Taghadoe          | Celbridge      |
| Rosberry                         | 1.054 | Connell                | Morristownbiller  | Naas           |
| Rosbran                          | 91    | Narragh and Reban West | St. John's        | Athy           |
| Roscolvin                        | 191   | Kilkea and Moone       | Castledermot      | Baltinglass    |
| Rosetown                         | 429   | Kilkea and Moone       | Tankardstown      | Athy           |
| Rosetown                         | 416   | Connell                | Greatconnell      | Naas           |
| Roundhills                       | 59    | Narragh and Reban West | St. John's        | Athy           |
| Rowanstown                       | 130   | North Salt             | Laraghbryan       | Celbridge      |
| Royaloak                         | 362   | Carbury                | Ballynadrumny     | Edenderry      |
| Russellstown                     | 196   | Narragh and Reban West | Kilberry          | Athy           |
| Russellstown                     | 382   | Connell                | Rathernan         | Naas           |
| Russellswood                     | 151   | Carbury                | Carrick           | Edenderry      |
| Saintjohns                       | 458   | Kilkea and Moone       | Castledermot      | Baltinglass    |
| Salisbury                        | 63    | Narragh and Reban West | Kilberry          | Athy           |
| Sallins                          | Town  | Naas North             | Bodenstown        | Naas           |
| Sallins                          | Town  | Naas North             | Naas              | Naas           |
| Sallins                          | 206   | Naas North             | Bodenstown        | Naas           |
| Sallymount Demesne               | 223   | Naas South             | Brannockstown     | Naas           |
| Sawyerswood                      | 206   | Narragh and Reban West | Kilberry          | Athy           |
| Scarletstown                     | 216   | Connell                | Morristownbiller  | Naas           |
| Seasons                          | 114   | Naas South             | Ballymore Eustace | Naas           |
| Segravescastle                   | 30    | Naas North             | Rathmore          | Naas           |
| Shamrocklodge                    | 25    | Narragh and Reban West | St. John's        | Athy           |
| Shanacloon                       | 189   | Offaly East            | Ballyshannon      | Naas           |
| Shanraheen                       | 164   | Narragh and Reban West | Kilberry          | Athy           |
| Shanrath                         | 6     | Narragh and Reban West | St. John's        | Athy           |
| Shanrath East                    | 123   | Narragh and Reban West | St. Michaels      | Athy           |
| Shanrath West                    | 111   | Narragh and Reban West | St. Michaels      | Athy           |
| Sheean                           | 163   | Narragh and Reban West | Churchtown        | Athy           |
| Sheean                           | 426   | Narragh and Reban West | Kilberry          | Athy           |
| Sheean                           | 316   | Offaly East            | Rathangan         | Edenderry      |
| Sheriffhill                      | 393   | Kilkea and Moone       | Killelan          | Baltinglass    |
| Sherlockstown                    | 556   | Naas North             | Sherlockstown     | Naas           |
| Sherlockstown Common             | 138   | Naas North             | Sherlockstown     | Naas           |
| Sheshoon                         | 316   | Offaly East            | Ballysax          | Naas           |
| Shindala                         | 158   | Offaly West            | Lackagh           | Athy           |
| Shortwood                        | 104   | Naas North             | Whitechurch       | Naas           |
| Sillagh                          | 326   | Naas South             | Kill              | Naas           |
| Silliothill                      | 258   | Naas South             | Carnalway         | Naas           |
| Silliothill                      | 166   | Offaly East            | Moone             | Naas           |
| Silverhill Lower                 | 83    | Naas South             | Ballymore Eustace | Naas           |
| Silverhill Upper                 | 146   | Naas South             | Ballymore Eustace | Naas           |
| Simmonstown                      | 300   | South Salt             | Donaghcumper      | Celbridge      |
| Simonstown East                  | 62    | Kilkea and Moone       | Killelan          | Baltinglass    |
| Simonstown West                  | 413   | Kilkea and Moone       | Killelan          | Baltinglass    |
| Sion                             | 164   | North Salt             | Laraghbryan       | Celbridge      |
| Skeagh                           | 65    | South Salt             | Lyons             | Celbridge      |
| Skenagun                         | 222   | Kilkea and Moone       | Castledermot      | Baltinglass    |
| Skerries North                   | 506   | Narragh and Reban West | Narraghmore       | Athy           |
| Skerries South                   | 301   | Narragh and Reban West | Narraghmore       | Athy           |
| Skirteen                         | 89    | Offaly West            | Monasterevin      | Athy           |
| Slate Quarries                   | 18    | Naas South             | Tipperkevin       | Naas           |
| Slatequarries                    | 143   | Naas North             | Rathmore          | Naas           |
| Slieveroe                        | 282   | Naas South             | Tipperkevin       | Naas           |
| Smallford                        | 351   | Narragh and Reban West | Kilberry          | Athy           |
| Smithstown                       | 232   | North Salt             | Taghadoe          | Celbridge      |
| Snugburrow                       | 225   | Kilkea and Moone       | Tankardstown      | Athy           |
| Sousheen Common                  | 7     | Naas South             | Ballymore Eustace | Naas           |
| Southgreen                       | 30    | Offaly East            | Kildare           | Naas           |
| Southgreen                       | 264   | Offaly East            | Tully             | Naas           |
| Spratstown                       | 319   | Narragh and Reban East | Narraghmore       | Baltinglass    |
| Srowland                         | 121   | Narragh and Reban West | Kilberry          | Athy           |
| St Catherines                    | 25    | North Salt             | Confey            | Celbridge      |
| St Catherines Park               | 799   | North Salt             | Leixlip           | Celbridge      |
| St. Wolstans                     | 110   | South Salt             | Donaghcumper      | Celbridge      |
| Stacumny                         | 155   | South Salt             | Stacumny          | Celbridge      |
| Stacumny Cottage                 | 135   | South Salt             | Stacumny          | Celbridge      |
| Staplestown                      | 625   | Clane                  | Ballynafagh       | Naas           |
| Stephenstown North               | 252   | Naas South             | Killashee         | Naas           |
| Stephenstown South               | 236   | Naas South             | Killashee         | Naas           |
| Stickins                         | 279   | Clane                  | Carragh           | Naas           |
| Straffan                         | 215   | North Salt             | Straffan          | Celbridge      |
| Straffan Demesne                 | 214   | North Salt             | Straffan          | Celbridge      |
| Straleek                         | 9     | South Salt             | Donaghcumper      | Celbridge      |
| Stramillian                      | 106   | Offaly West            | Monasterevin      | Athy           |
| Strawhall                        | 40    | Offaly East            | Kildare           | Naas           |
| Suncroft                         | 81    | Offaly East            | Carn              | Naas           |
| Sunnyhill                        | 394   | Kilcullen              | Kilcullen         | Naas           |
| Swordlestown North               | 549   | Naas South             | Kill              | Naas           |
| Swordlestown South               | 476   | Naas South             | Kill              | Naas           |
| Taghadoe                         | 506   | North Salt             | Taghadoe          | Celbridge      |
| Tanderagee                       | 190   | Carbury                | Mylerstown        | Edenderry      |
| Tankardsgarden                   | 507   | Connell                | Oldconnell        | Naas           |
| Tankardstwon                     | 331   | Kilkea and Moone       | Kineagh           | Baltinglass    |
| Tawnrush                         | 223   | Offaly West            | Kilrush           | Athy           |
| Teelough                         | 128   | Carbury                | Kilmore           | Edenderry      |
| Temple Place                     | Town  | South Salt             | Donaghcumper      | Celbridge      |
| Thomastown                       | 396   | Kilcullen              | Tully             | Athy           |
| Thomastown                       | 566   | Carbury                | Cadamstown        | Edenderry      |
| Thomastown                       | 148   | Clane                  | Carragh           | Naas           |
| Thomastown East                  | 583   | Offaly East            | Thomastown        | Edenderry      |
| Thomastown West                  | 270   | Offaly East            | Thomastown        | Edenderry      |
| Thornberry                       | 159   | South Salt             | Kill              | Naas           |
| Thornhill                        | 45    | North Salt             | Kildrought        | Celbridge      |
| Ticknevin                        | 2.335 | Carbury                | Kilpatrick        | Edenderry      |
| Timahoe East                     | 2.193 | Clane                  | Timahoe           | Naas           |
| Timahoe West                     | 795   | Clane                  | Timahoe           | Naas           |
| Timard                           | 129   | North Salt             | Laraghbryan       | Celbridge      |
| Timolin                          | Town  | Narragh and Reban East | Timolin           | Baltinglass    |
| Timolin                          | 1.102 | Narragh and Reban East | Timolin           | Baltinglass    |
| Tinnakill                        | 229   | Narragh and Reban West | Narraghmore       | Athy           |
| Tinnycross                       | 67    | Naas South             | Ballymore Eustace | Naas           |
| Tippeenan Lower                  | 185   | Offaly West            | Fontstown         | Athy           |
| Tippeenan Upper                  | 185   | Offaly West            | Fontstown         | Athy           |
| Tipper East                      | 249   | Naas North             | Tipper            | Naas           |
| Tipper North                     | 176   | Naas North             | Tipper            | Naas           |
| Tipper South                     | 433   | Naas North             | Tipper            | Naas           |
| Tipper West                      | 173   | Naas North             | Tipper            | Naas           |
| Tipperkevin                      | 278   | Naas South             | Tipperkevin       | Naas           |
| Tipperstown                      | 99    | South Salt             | Castledillon      | Celbridge      |
| Tirmoghan Common                 | 46    | Ikeathy and Oughterany | Cloncurry         | Celbridge      |
| Tobercocka                       | 88    | Offaly West            | Lackagh           | Athy           |
| Toberogan                        | 154   | Kilcullen              | Kilcullen         | Naas           |
| Toberton                         | 131   | Naas North             | Johnstown         | Naas           |
| Toghereen                        | 152   | Offaly West            | Lackagh           | Athy           |
| Togherorymore                    | 143   | Offaly West            | Lackagh           | Athy           |
| Tomard                           | 413   | Narragh and Reban West | Kilberry          | Athy           |
| Tonaphuca (or Flemingtown South) | 448   | Naas South             | Killashee         | Naas           |
| Tonlegee                         | 71    | Narragh and Reban West | St. John's        | Athy           |
| Toolestown                       | 186   | North Salt             | Taghadoe          | Celbridge      |
| Townparks                        | 95    | Kilkea and Moone       | Castledermot      | Athy           |
| Townparks                        | 128   | Narragh and Reban West | Churchtown        | Athy           |
| Townparks                        | 118   | Narragh and Reban West | St. Michaels      | Athy           |
| Treadstown                       | 195   | North Salt             | Laraghbryan       | Celbridge      |
| Tuckmilltown                     | 245   | South Salt             | Oughterard        | Naas           |
| Tully East                       | 1.166 | Offaly East            | Tully             | Naas           |
| Tully West                       | 624   | Offaly East            | Tully             | Naas           |
| Tullygorey                       | 198   | Narragh and Reban West | Kilberry          | Athy           |
| Tullylost                        | 452   | Offaly East            | Rathangan         | Edenderry      |
| Turnerstown                      | 131   | Narragh and Reban East | Moone             | Athy           |
| Turnings                         | 52    | Naas North             | Whitechurch       | Naas           |
| Turnings Lower                   | 523   | Naas North             | Whitechurch       | Naas           |
| Turnings Upper                   | 278   | Naas North             | Whitechurch       | Naas           |
| Tyrrellstown                     | 259   | Narragh and Reban West | Kilberry          | Athy           |
| Ummeras Beg                      | 162   | Offaly West            | Lackagh           | Athy           |
| Ummeras More                     | 595   | Offaly West            | Lackagh           | Athy           |
| Usk                              | 565   | Narragh and Reban East | Usk               | Naas           |
| Usk Little                       | 53    | Narragh and Reban East | Usk               | Naas           |
| Walshestown                      | 667   | Connell                | Greatconnell      | Naas           |
| Walshestown                      | 106   | Naas North             | Rathmore          | Naas           |
| Walshestown                      | 160   | Naas South             | Tipperkevin       | Naas           |
| Walterstown                      | 1.039 | Offaly West            | Walterstown       | Athy           |
| Walterstown                      | 324   | Naas South             | Carnalway         | Naas           |
| Walterstown Lower                | 265   | Offaly West            | Walterstown       | Athy           |
| Watergrange                      | 368   | Offaly East            | Grangeclare       | Edenderry      |
| Waterstown                       | 438   | Clane                  | Brideschurch      | Naas           |
| Westown                          | 155   | Naas North             | Johnstown         | Naas           |
| Wevil                            | 23    | Offaly West            | Ballyshannon      | Athy           |
| Wheatfield Lower                 | 204   | South Salt             | Castledillon      | Celbridge      |
| Wheatfield Upper                 | 136   | South Salt             | Castledillon      | Celbridge      |
| Wheelam                          | 417   | Connell                | Feighcullen       | Naas           |
| Whitechurch                      | 72    | Naas North             | Whitechurch       | Naas           |
| Whitehouse                       | 223   | Offaly West            | Fontstown         | Athy           |
| Whiteleas                        | 129   | Naas South             | Ballybought       | Naas           |
| Whitesland East                  | 111   | Offaly East            | Kildare           | Naas           |
| Whitesland West                  | 143   | Offaly East            | Kildare           | Naas           |
| Williamstown                     | 376   | Carbury                | Nurney            | Edenderry      |
| Willsgrove                       | 81    | Narragh and Reban West | Kilberry          | Athy           |
| Windgates                        | 331   | North Salt             | Taghadoe          | Celbridge      |
| Windmill                         | 282   | Carbury                | Kilmore           | Edenderry      |
| Wolfestown                       | 452   | Naas North             | Rathmore          | Naas           |
| Woodlands East                   | 398   | Kilkea and Moone       | Castledermot      | Athy           |
| Woodlands West                   | 389   | Kilkea and Moone       | Castledermot      | Athy           |
| Woodstock North                  | 231   | Narragh and Reban West | Churchtown        | Athy           |
| Woodstock North                  | 225   | Narragh and Reban West | Churchtown        | Athy           |
| Yellowbogcommon                  | 289   | Kilcullen              | Kilcullen         | Naas           |
| Yeomanstown                      | 426   | Clane                  | Carragh           | Naas           |
| Youngstown                       | 304   | Narragh and Reban West | Narraghmore       | Athy           |